# MacBook Pro
MacBook Pro — линейка ноутбуков компании Apple, представленная в январе 2006 года. Серия Pro — более дорогая в семействе MacBook и рассчитана на профессиональных пользователей в отличие от младшей серии MacBook Air и выпускавшихся ранее MacBook (2006—2012) и MacBook (2015—2019). Производится с 14- и 16-дюймовыми экранами. Все модели актуальной линейки используют варианты собственной системы на чипе Apple M4.

## Описание
Позиционируется в линейке Apple как ноутбук для профессиональной деятельности (по общей классификации является современным мейнстримным бизнес-ноутбуком с выраженными мультимедийными чертами; не имеет армированных, защищённых версий и до 2016 года не комплектовался высокоуровневой профессиональной графикой и модулями NFC).
MacBook Pro пришёл на смену компьютерам PowerBook G4 в 2006 году. Модель в 13-дюймовом корпусе производится с 2009 года, 15-дюймовая производилась в 2006—2019 годах, 16-дюймовая производится с 2019 года, 17-дюймовая — в 2006—2012 годах.
В 2012 году Apple сняла с производства 17-дюймовую модель, а 13- и 15-дюймовые версии получили дисплей Retina и лишились встроенного дисковода и порта Ethernet.
В четвёртом поколении MacBook Pro, выпущенном в октябре 2016 года, стали использоваться только порты USB-C, а также появилась клавиатура с механизмом «бабочка». На всех моделях, кроме базовой, верхний ряд клавиш был заменён на сенсорную OLED-полоску под названием Touch Bar с датчиком Touch ID, встроенным в кнопку питания. Клавиатура «бабочка» неоднократно подвергалась критике и в 16-дюймовом MacBook Pro, выпущенном в ноябре 2019 года вместо 15-дюймовой модели, Apple вернулась к клавиатуре «ножницы».
Выпущенный в ноябре 2020 года 13-дюймовый MacBook Pro пятого поколения стал первым ноутбуком с процессором Apple M1. В октябре 2021 года Apple полностью отказалась от сторонних чипов и представила шестое поколение MacBook Pro, оснащённое чипами Apple M1 Pro и M1 Max, — 14-дюймовую и 16-дюймовую модели, оставив также в продаже 13-дюймовый MacBook Pro. Также Apple вернула порты MagSafe, HDMI и кардридер, отказалась от Touch Bar, увеличила размер экрана, добавив вверху «чёлку».

### Корпус
Первые MacBook Pro 2006 года выпускались в унаследованном у PowerBook сложном многоэлементном алюминиевом корпусе.
Выпускаемая с 2021 года модель, как и три предыдущие крупные модификации (2008, 2012 и 2016 годов) производится по запатентованной Apple технологии — в Unibody-корпусе: корпус изготавливается путём фрезерования из единого куска алюминиевого сплава. Все модели Unibody-линейки имели Multi Touch-трекпад, а с 2015 года устанавливается трекпад Force Touch, распознающий четыре типа касания (также он распознаёт силу нажатия), устанавливается клавиатура с датчиком света, благодаря которому она подсвечивается изнутри при слабой внешней освещённости. Имеется веб-камера, Wi-Fi- и Bluetooth-модули.

## Первое поколение

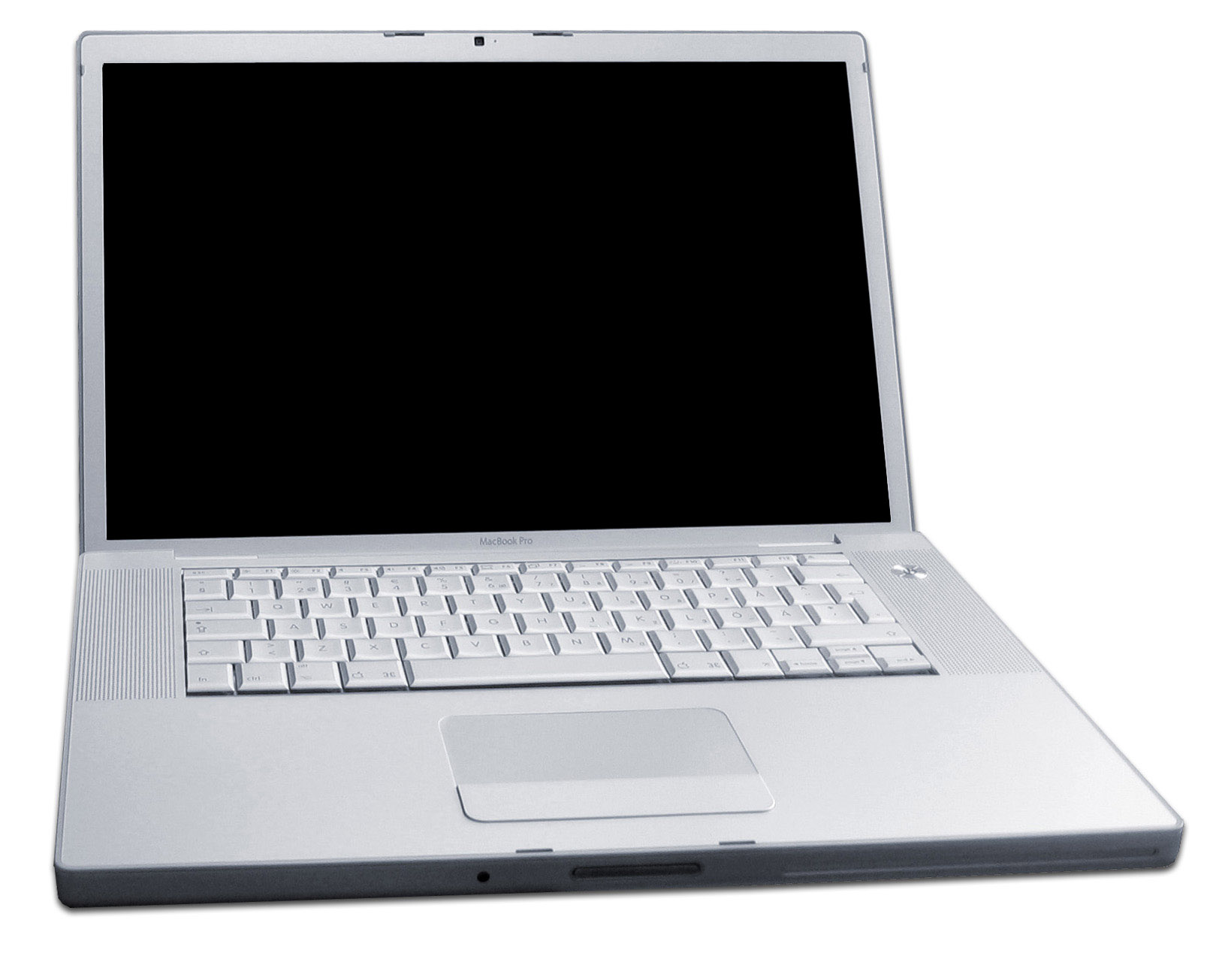
MacBook Pro 1-го поколения (15 дюймов)

Оригинальный 15-дюймовый MacBook Pro был представлен 10 января 2006 года Стивом Джобсом на конференции Macworld Conference & Expo. Софтверная поддержка окончена 30 сентября 2015 с выходом OS X El Capitan.
| Модели 2006—2008                                         | Модели 2006—2008                                         | Модели 2006—2008                                                               | Модели 2006—2008                                                        | Модели 2006—2008                                                                | Модели 2006—2008                                                                                          | Модели 2006—2008 | Модели 2006—2008                                                                      |
| Основа                                                   | Основа                                                   | Intel Core Duo                                                                 | Intel Core 2 Duo                                                        | Intel Core 2 Duo                                                                | Intel Core 2 Duo                                                                                          | Intel Core 2 Duo | Intel Core 2 Duo                                                                      |
| Даты выпуска                                             | Даты выпуска                                             |                                                                                |                                                                         |                                                                                 | | |                                                                                       |
| -------------------------------------------------------- | -------------------------------------------------------- | ------------------------------------------------------------------------------ | ----------------------------------------------------------------------- | ------------------------------------------------------------------------------- | --- | --- | ------------------------------------------------------------------------------------- |
| Номера моделей                                           | Номера моделей                                           | A1150 (15"), A1151 (17")                                                       | A1211 (15"), A1212 (17")                                                | A1226 (15"), A1229 (17")                                                        | A1226 (15"), A1229 (17")                                                                                  | A1260 (15"), A1261 (17") | A1261                                                                                 |
| Дисплей                                                  | 15.4"                                                    | 1440 × 900 TN, CCFL                                                            | 1440 × 900 TN, CCFL                                                     | 1440 × 900 TN, LED подсветка                                                    | 1440 × 900 TN, LED подсветка                                                                              | 1440 × 900 TN, LED подсветка | N/A                                                                                   |
| Дисплей                                                  | 17"                                                      | 1680 × 1050 TN, CCFL                                                           | 1680 × 1050 TN, CCFL                                                    | 1680 × 1050 TN, CCFL Опц 1920 × 1200 TN, CCFL                                   | 1680 × 1050 TN, CCFL Опц 1920 × 1200 TN, CCFL                                                             | 1680 × 1050 TN, CCFL Опц 1920 × 1200 TN, LED подсветка                                                                            | 1920 × 1200 TN, LED подсветка                                                         |
| Видеокарта                                               | Видеокарта                                               | ATI Mobility Radeon X1600 со 128 или 256 МБ GDDR3 SDRAM                        | ATI Mobility Radeon X1600 со 128 или 256 МБ GDDR3 SDRAM                 | Nvidia Geforce 8600M GT с 128 или 256 МБ GDDR3 SDRAM                            | Nvidia Geforce 8600M GT с 128 или 256 МБ GDDR3 SDRAM                                                      | Nvidia Geforce 8600M GT с 256 или 512 МБ GDDR3 SDRAM                                                                              | Nvidia Geforce 8600M GT с 512 МБ GDDR3 SDRAM                                          |
| Жёсткий диск                                             | Жёсткий диск                                             | 80, 100 или 120 ГБ SATA, 5400 rpm Опция — 100 ГБ 7200 rpm или 120 ГБ 5400 rpm. | 120, 160 или 200 ГБ SATA, 5400 rpm Опция — 100 ГБ, 7200 rpm.            | 120 ГБ или 160 ГБ SATA, 5400 rpm Опция — 250 ГБ, 4200 rpm или 160 ГБ, 7200 rpm. | 120 ГБ или 160 ГБ SATA, 5400 rpm Опция — 250 ГБ, 5400 rpm или 200 ГБ, 7200 rpm.                           | 200 ГБ или 250 ГБ SATA, 5400 rpm Опция — 200 ГБ 7200 rpm или 300 ГБ 4200 rpm.                                                     | 250 ГБ SATA, 5400 rpm Опция — 320 ГБ, 7200 rpm или 128 ГБ SSD.                        |
| Процессор                                                | Процессор                                                | 32 bit                                                                         | 64 bit                                                                  | 64 bit                                                                          | 64 bit | 64 bit | 64 bit                                                                                |
| Процессор                                                | Процессор                                                | Core Duo Yonah                                                                 | Core 2 Duo Merom                                                        | Core 2 Duo Merom                                                                | Core 2 Duo Merom                                                                                          | Core 2 Duo Penryn | Core 2 Duo Penryn                                                                     |
| Процессор                                                | Процессор                                                | 1.83 ГГц (T2400), 2.0 ГГц (T2500) или 2.16 ГГц (T2600) с 2 МБ on-chip L2 кэша  | 2.16 ГГц (T7400) или 2.33 ГГц (T7600) с 4 МБ on-chip L2 кэша            | 2.2 ГГц (T7500) или 2.4 ГГц (T7700) с 4 МБ on-chip L2 кэша                      | 2.2 ГГц (T7500) или 2.4 ГГц (T7700) с 4 МБ on-chip L2 кэша Опция — 2.6 ГГц (T7800) с 4 МБ on-chip L2 кэша | 2.4 ГГц (T8300) с 3 МБ on-chip L2 кэша, или 2.5 ГГц (T9300) с 6 МБ on-chip L2 кэша Опция — 2.6 ГГц (T9500) с 6 МБ on-chip L2 кэша | 2.5 ГГц (T9300) с 6 МБ on-chip L2 кэша Опция — 2.6 ГГц (T9500) с 6 МБ on-chip L2 кэша |
| FSB (Front Side Bus)                                     | FSB (Front Side Bus)                                     | 667 MHz                                                                        | 667 MHz                                                                 | 800 MHz                                                                         | 800 MHz                                                                                                   | 800 MHz | 800 MHz                                                                               |
| Оперативная память 2 слота PC2-5300 DDR2 SDRAM (667 MHz) | Оперативная память 2 слота PC2-5300 DDR2 SDRAM (667 MHz) | 512 МБ (2 Х 256 МБ) или 1 ГБ (2 Х 512 МБ) Расширяется до 2 ГБ                  | 1 ГБ (2 Х 512 МБ) 2 ГБ (2 Х 1 ГБ) Расширяется до 4 ГБ, но доступно 3 ГБ | 2 ГБ (2 Х 1 ГБ) Расширяется до 6 ГБ                                             | 2 ГБ (2 Х 1 ГБ) Расширяется до 6 ГБ                                                                       | 2 ГБ (2 Х 1 ГБ) Расширяется до 6 ГБ                                                                                               | 4 ГБ (2 Х 2 ГБ) Расширяется до 6 ГБ                                                   |
| Слоты расширения                                         | Слоты расширения                                         | 2x USB 2.0 (15") или 3x USB 2.0 (17")                                          | 2x USB 2.0 (15") или 3x USB 2.0 (17")                                   | 2x USB 2.0 (15") или 3x USB 2.0 (17")                                           | 2x USB 2.0 (15") или 3x USB 2.0 (17")                                                                     | 2x USB 2.0 (15") или 3x USB 2.0 (17")                                                                                             | 3x USB 2.0                                                                            |
| Слоты расширения                                         | Слоты расширения                                         | 1x FireWire 400 (15") 1x FireWire 400 и 1x FireWire 800 (17")                  | 1x FireWire 400 и 1x FireWire 800                                       | 1x FireWire 400 и 1x FireWire 800                                               | 1x FireWire 400 и 1x FireWire 800                                                                         | 1x FireWire 400 и 1x FireWire 800                                                                                                 | 1x FireWire 400 и 1x FireWire 800                                                     |
| Слоты расширения                                         | Слоты расширения                                         | 3,5 мм комбинированный jack                                                    |                                                                         |                                                                                 | | |                                                                                       |
| Wi-Fi                                                    |                                                          |                                                                                |                                                                         |                                                                                 | | |                                                                                       |
| Дисковод                                                 |                                                          |                                                                                |                                                                         |                                                                                 | | |                                                                                       |

## Второе поколение (Unibody)

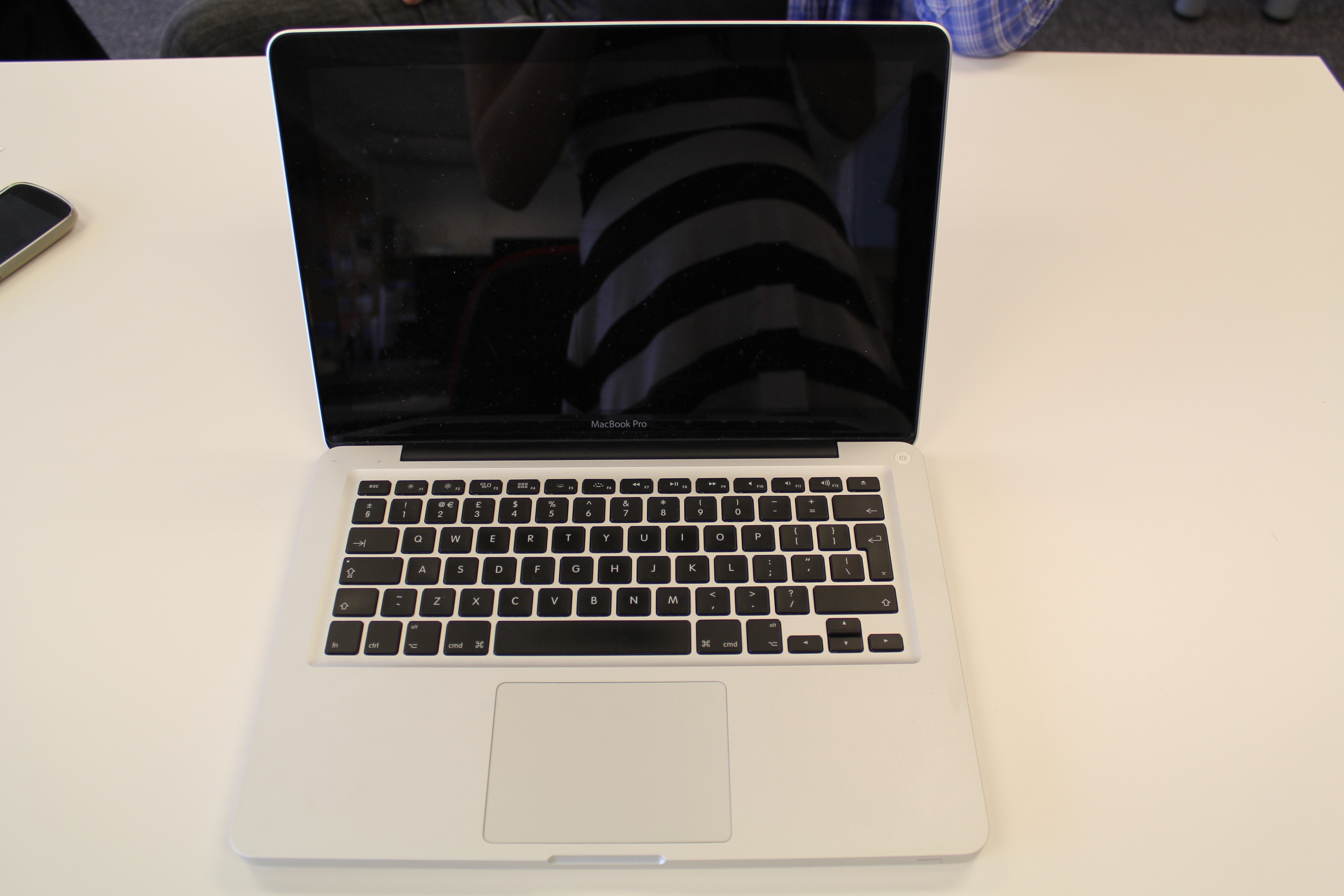
MacBook Pro 2-го поколения (13 дюймов)

14 октября 2008 года на пресс-конференции в штаб-квартире компании представители Apple объявили о новом 15-дюймовом MacBook Pro с «корпусом из цельного алюминия» и закруглёнными сторонами, аналогичными боковым сторонам MacBook Air. Дизайнеры переместили порты MacBook Pro на левую сторону корпуса, а слот для оптических дисков на правую, аналогично пластиковому MacBook. Новый MacBook Pro был оснащён двумя видеокартами, между которыми пользователь мог переключаться: Nvidia GeForce 9600M GT с выделенной памятью на 256 или 512 МБ и GeForce 9400M с общей системной памятью на 256 МБ. Хотя порт FireWire 400 был удалён, порт FireWire 800 был сохранён. Порт DVI был заменён на Mini DisplayPort.

### Технические характеристики
| Модели 2008—2012                          | Модели 2008—2012                          | Модели 2008—2012 | Модели 2008—2012 | Модели 2008—2012 | Модели 2008—2012 | Модели 2008—2012 | Модели 2008—2012 | Модели 2008—2012 |
|                                           |                                           | Intel Core 2 Duo | Intel Core 2 Duo | Intel Core 2 Duo | Переходные | Core i5, Core i7 | Core i5, Core i7 | Core i5, Core i7 |
| Даты выпуска:                             | Даты выпуска:                             | Конец 2008 | Начало 2009 | Середина 2009 | Середина 2010 | Начало 2011 | Конец 2011 | Середина 2012 |
| ----------------------------------------- | ----------------------------------------- | --- | --- | --- | --- | --- | --- | --- |
| Номера моделей                            | Номера моделей                            | MB470/A или MB471/A (15") | MB470/A, MC026/A (15") или MB604/A (17") | MB990/A, MB991/A (13") MC118/A, MB985/A, MB986/A (15") или MC226/A (17") 2010 (MC374D/A) | MB371/A(15"), MB372/A(15"), MB373/A(15"), MB374/A(13"), MB375/A(13"), MC024/A (15"), MC024/A (17")                                                                                            | | | |
| Дисплей                                   | 13"                                       | N/A | N/A | Глянцевый экран, 1280 x 800 (16x10), TN с LED подсветкой | Глянцевый экран, 1280 x 800 (16x10), TN с LED подсветкой | Глянцевый экран, 1280 x 800 (16x10), TN с LED подсветкой | Глянцевый экран, 1280 x 800 (16x10), TN с LED подсветкой | Глянцевый экран, 1280 x 800 (16x10), TN с LED подсветкой |
| Дисплей                                   | 15"                                       | Глянцевый экран, 1440 x 900 (16x10), TN с LED подсветкой | Глянцевый экран, 1440 x 900 (16x10), TN с LED подсветкой | Глянцевый экран, 1440 x 900 (16x10), TN с LED подсветкой | Глянцевый экран, 1440 x 900 (16x10), TN с LED подсветкой | Глянцевый экран, 1440 x 900 (16x10), TN с LED подсветкой | Глянцевый экран, 1440 x 900 (16x10), TN с LED подсветкой | Глянцевый экран, 1440 x 900 (16x10), TN с LED подсветкой |
| Дисплей                                   | 15"                                       | N/A | N/A | За доплату — матовый экран | За доплату — матовый экран либо матовый 1680 × 1050 TN | За доплату — матовый экран либо матовый 1680 × 1050 TN | За доплату — матовый экран либо матовый 1680 × 1050 TN | За доплату — матовый экран либо матовый 1680 × 1050 TN |
| Дисплей                                   | 17"                                       | N/A | Глянцевый экран, 1920 x 1200 (16x10), TN с LED подсветкой За доплату — матовый экран | Глянцевый экран, 1920 x 1200 (16x10), TN с LED подсветкой За доплату — матовый экран | Глянцевый экран, 1920 x 1200 (16x10), TN с LED подсветкой За доплату — матовый экран | Глянцевый экран, 1920 x 1200 (16x10), TN с LED подсветкой За доплату — матовый экран | Глянцевый экран, 1920 x 1200 (16x10), TN с LED подсветкой За доплату — матовый экран | N/A |
| Видеокарта с коннектором mini DisplayPort | Видеокарта с коннектором mini DisplayPort | N/A | N/A | nVidia GeForce 9400M с 256 МБ DDR3 SDRAM, занимаемой из оперативной памяти (13" и 15") | Nvidia GeForce 320M с 256 МБ DDR3 SDRAM, выделенных из памяти (13") | Intel HD Graphics 3000 с 384 МБ (512 МБ при 8 ГБ RAM) DDR3 SDRAM, выделенных из памяти (13")                                                                                                  | Intel HD Graphics 3000 с 384 МБ (512 МБ при 8 ГБ RAM) DDR3 SDRAM, выделенных из памяти (13")                                                                                                  | Intel HD Graphics 4000 с DDR3 SDRAM, выделенных из памяти (13") |
| Видеокарта с коннектором mini DisplayPort | Видеокарта с коннектором mini DisplayPort | nVidia GeForce 9400M с 256 МБ DDR3 SDRAM, выделенных из оперативной памяти + nVidia GeForce 9600M GT с 256 или 512 МБ GDDR3 SDRAM                                                             | nVidia GeForce 9400M с 256 МБ DDR3 SDRAM, выделенных из оперативной памяти + nVidia GeForce 9600M GT с 256 или 512 МБ GDDR3 SDRAM                                                             | nVidia GeForce 9400M с 256 МБ DDR3 SDRAM, выделенных из оперативной памяти + nVidia GeForce 9600M GT с 256 или 512 МБ GDDR3 SDRAM (15" и 17")                                                 | Intel HD Graphics с 256 МБ DDR3 SDRAM, выделенных из памяти + nVidia GT 330M с 256 МБ или 512 МБ GDDR3 SDRAM (15" и 17")                                                                      | Intel HD Graphics 3000 с 384 МБ DDR3 SDRAM, выделенных из памяти (15" и 17") + AMD Radeon HD 6490M с 256 МБ GDDR5 (15") или AMD Radeon HD 6750M с 1 ГБ GDDR5 (15" и 17")                      | Intel HD Graphics 3000 с 384 МБ DDR3 SDRAM, выделенных из памяти (15" и 17") + AMD Radeon HD 6750M с 512 МБ GDDR5 (15") или AMD Radeon HD 6770M с 1 ГБ GDDR5 (15" и 17")                      | Intel HD Graphics 4000 с DDR3 SDRAM, выделенных из памяти + Nvidia GeForce GT 650M с 512 МБ GDDR5 (base 15") или 1 ГБ GDDR5                                                                   |
| Видеокарта с коннектором mini DisplayPort | Видеокарта с коннектором mini DisplayPort | Возможно переключение между сдвоенными картами средствами системы (но не их работа одновременно)                                                                                              | Возможно переключение между сдвоенными картами средствами системы (но не их работа одновременно)                                                                                              | Возможно переключение между сдвоенными картами средствами системы (но не их работа одновременно)                                                                                              | Возможно автоматическое переключение между сдвоенными картами средствами системы (но не их работа одновременно)                                                                               | Возможно автоматическое переключение между сдвоенными картами средствами системы (но не их работа одновременно)                                                                               | Возможно автоматическое переключение между сдвоенными картами средствами системы (но не их работа одновременно)                                                                               | Возможно автоматическое переключение между сдвоенными картами средствами системы (но не их работа одновременно)                                                                               |
| Жёсткий диск                              | Жёсткий диск                              | 250 или 320 ГБ со скоростью вращения шпинделя 5400 rpm. Опция — 250 или 320 ГБ со скоростью шпинделя 7200 rpm, либо 128 ГБ SSD                                                                | 250 или 320 ГБ со скоростью шпинделя 5400 rpm. Опция — 250 или 320 ГБ со скоростью шпинделя 7200 rpm, либо 128 или 256 ГБ SSD                                                                 | 160, 250, 320 или 500 ГБ со скоростью шпинделя 5400 rpm. Опция — 320 или 500 ГБ со скоростью шпинделя 5400 или 7200 rpm (15" и 17"), либо 128 или 256 ГБ SSD                                  | 250, 320 или 500 ГБ со скоростью шпинделя 5400 rpm. Опция — 320 или 500 ГБ (со скоростью шпинделя 5400 или 7200 rpm), либо 128, 256 или 512 ГБ SSD                                            | 320 (13"), 500 или 750 ГБ со скоростью шпинделя 5400 rpm. Опция — 500 или 750 ГБ (5400 rpm) или 500 ГБ (7200 rpm) (15" и 17"), либо 128, 256 или 512 ГБ SSD                                   | 500 или 750 ГБ (5400 rpm) (13", base 15" и 17") 750 ГБ (5400 rpm) (high-end 15" и 17") Опция — 750 ГБ (5400 или 7200 rpm) (15" и 17"), или 128, 256, или 512 ГБ SSD                           | 500 или 750 ГБ (5400 rpm) Опция - 750 ГБ (5400 или 7200 rpm) или 1 TB (5400 rpm) или 128, 256, 512 или 1 ТБ SSD                                                                               |
| Жёсткий диск                              | Жёсткий диск                              | SATA II (до 3 Gbit/s) | SATA II (до 3 Gbit/s) | SATA II (до 3 Gbit/s) | SATA II (до 3 Gbit/s) | SATA III (до 6 Gbit/s) | SATA III (до 6 Gbit/s) | SATA III (до 6 Gbit/s) |
| Процессор                                 |                                           | Core2 Duo Penryn | Core2 Duo Penryn | Core2 Duo Penryn | Penryn/Arrandale | Sandy Bridge | Sandy Bridge | Ivy Bridge |
| Процессор                                 | 13"                                       | N/A | N/A | 2,26 ГГц (P8400) 2,53 Ггц (P8700) | 2,4 ГГц (P8600) 2,66 ГГц (P8800) | Core i5 (2415M) Core i7 (2620M) | Core i5 (2435M) Core i7 (2640M) | Core i5 (3210M) Core i7 (3520M) |
| Процессор                                 | 15"                                       | 2,4 Ггц с 3 МБ кэша (P8600) 2,53 Ггц с 6 МБ кэша (T9400) Опция — 2,8 Ггц (T9600) | Опция — 2,8 Ггц (T9600) | 2,66 Ггц (P8800)(15" с 3 МБ кэша) | Core i5 2,4 Ггц (520M) | Core i7 (2635QM) | Core i7 (2675QM) | Core i7 (3615QM) Core i7 (3720QM) Опция — Core i7 (3820QM) |
| Процессор                                 | 15"                                       | 2,4 Ггц с 3 МБ кэша (P8600) 2,53 Ггц с 6 МБ кэша (T9400) Опция — 2,8 Ггц (T9600) | 2,4 Ггц с 3 МБ кэша (P8600) 2,66 Ггц с 6 МБ кэша (T9550) (15" и 17") | 2,26 Ггц (P7550, P8400, P7570), 2,53 Ггц (P8700), 2,8 Ггц (T9600) Опция — 3,06 Ггц (T9900) (15" и 17")                                                                                        | Core i5 2,53 Ггц (540M)Core i7 2,66 Ггц (620M) Опция — 2,8 Ггц (640M) (15" и 17") | Core i7 (2720QM) (15" и 17") | Core i7 (2760QM) Опция — Core i7 (2860QM) (15" и 17") | Core i7 (3615QM) Core i7 (3720QM) Опция — Core i7 (3820QM) |
| Процессор                                 | 17"                                       | N/A | 2,4 Ггц с 3 МБ кэша (P8600) 2,66 Ггц с 6 МБ кэша (T9550) (15" и 17") | 2,26 Ггц (P7550, P8400, P7570), 2,53 Ггц (P8700), 2,8 Ггц (T9600) Опция — 3,06 Ггц (T9900) (15" и 17")                                                                                        | Core i5 2,53 Ггц (540M)Core i7 2,66 Ггц (620M) Опция — 2,8 Ггц (640M) (15" и 17") | Core i7 (2720QM) (15" и 17") | Core i7 (2760QM) Опция — Core i7 (2860QM) (15" и 17") | N/A |
| Процессор                                 | 17"                                       | N/A | Опция — 2,93 Ггц (T9800) | 2,26 Ггц (P7550, P8400, P7570), 2,53 Ггц (P8700), 2,8 Ггц (T9600) Опция — 3,06 Ггц (T9900) (15" и 17")                                                                                        | Core i5 2,53 Ггц (540M)Core i7 2,66 Ггц (620M) Опция — 2,8 Ггц (640M) (15" и 17") | Core i7 (2820QM) | Core i7 (2760QM) Опция — Core i7 (2860QM) (15" и 17") | N/A |
| FSB (Front Side Bus)                      | FSB (Front Side Bus)                      | 1066 MHz | 1066 MHz | 1066 MHz | Intel Direct Media Interface 2.5 GT/s (15" и 17") | Intel Direct Media Interface 5 GT/s | Intel Direct Media Interface 5 GT/s | Intel Direct Media Interface 5 GT/s |
| Оперативная память                        | Оперативная память                        | DDR3 SO-DIMM SDRAM | DDR3 SO-DIMM SDRAM | DDR3 SO-DIMM SDRAM | DDR3 SO-DIMM SDRAM | DDR3 SO-DIMM SDRAM | DDR3 SO-DIMM SDRAM | DDR3 SO-DIMM SDRAM |
| Оперативная память                        | Оперативная память                        | 2 Гб (2 x 1 Гб) или 4 Гб (2 x 2 Гб) 1066 MHz PC3-8500 Расширяется до 8 Гб, но только 6 Гб могут быть использованы, у моделей с процессорами 2,66 Ггц и 2,93 Ггц расширяется до 8 Гб           | 2 Гб (2 x 1 Гб) или 4 Гб (2 x 2 Гб) 1066 MHz PC3-8500 Расширяется до 8 Гб, но только 6 Гб могут быть использованы, у моделей с процессорами 2,66 Ггц и 2,93 Ггц расширяется до 8 Гб           | 2 Гб (2 x 1 Гб) или 4 Гб (2 x 2 Гб) 1066 MHz PC3-8500 Расширяется до 8 Гб | 4 Гб (2 x 2 Гб) 1066 MHz PC3-8500 Расширяется до 8 Гб | 4 ГБ (2 x 2 Гб) 1333 MHz PC3-10600 Расширяется до 16 Гб (1600 MHz PC3 12800) 1.5V | 4 ГБ (2 x 2 Гб) 1333 MHz PC3-10600 Расширяется до 16 Гб (1600 MHz PC3 12800) 1.5V | 4 ГБ (2 x 2 Гб) или 8 ГБ (2 x 4 Гб) Расширяется до 16 Гб 1600 MHz PC3-12800 1.35V |
| Слоты расширения                          | Слоты расширения                          | Слот расширения Express Card/34 | Слот расширения Express Card/34 | Кард ридер на тип SD (13" и 15") Слот расширения Express Card/34 (17") | Кард ридер на тип SD (13" и 15") Слот расширения Express Card/34 (17") | Кард ридер на тип SD (13" и 15") Слот расширения Express Card/34 (17") | Кард ридер на тип SD (13" и 15") Слот расширения Express Card/34 (17") | Кард ридер на тип SD |
| Wi-Fi                                     | Wi-Fi                                     | Поддержка стандартов 802.11 a, b, g, n (BCM4322 chipset) | Поддержка стандартов 802.11 a, b, g, n (BCM4322 chipset) | Поддержка стандартов 802.11 a, b, g, n (BCM4322 chipset) | Поддержка стандартов 802.11 a, b, g, n (BCM4322 chipset) | 802.11a/b/g/n (BCM4331 3 × 3 chipset) | 802.11a/b/g/n (BCM4331 3 × 3 chipset) | 802.11a/b/g/n (BCM4331 3 × 3 chipset) |
| Порты                                     | Порты                                     | Magsafe gen.1 | Magsafe gen.1 | Magsafe gen.1 | Magsafe gen.1 | Magsafe gen.1 | Magsafe gen.1 | Magsafe gen.1 |
| Порты                                     | Порты                                     | | | | | | | |
| Порты                                     | Порты                                     | 3,5 мм комбинированный jack | | | | | | |
| Встроенный Дисковод                       | Встроенный Дисковод                       | Щелевой загрузки, 4x DVD+R DL пишущий, 8x DVD+/-R читающий\пишущий, 8x DVD+RW пишущий, 6x DVD-RW пишущий, 24x CD-R, и 16x CD-RW пишущий Подключается SATA, возможно заменить наряду с SSD/HDD | Щелевой загрузки, 4x DVD+R DL пишущий, 8x DVD+/-R читающий\пишущий, 8x DVD+RW пишущий, 6x DVD-RW пишущий, 24x CD-R, и 16x CD-RW пишущий Подключается SATA, возможно заменить наряду с SSD/HDD | Щелевой загрузки, 4x DVD+R DL пишущий, 8x DVD+/-R читающий\пишущий, 8x DVD+RW пишущий, 6x DVD-RW пишущий, 24x CD-R, и 16x CD-RW пишущий Подключается SATA, возможно заменить наряду с SSD/HDD | Щелевой загрузки, 4x DVD+R DL пишущий, 8x DVD+/-R читающий\пишущий, 8x DVD+RW пишущий, 6x DVD-RW пишущий, 24x CD-R, и 16x CD-RW пишущий Подключается SATA, возможно заменить наряду с SSD/HDD | Щелевой загрузки, 4x DVD+R DL пишущий, 8x DVD+/-R читающий\пишущий, 8x DVD+RW пишущий, 6x DVD-RW пишущий, 24x CD-R, и 16x CD-RW пишущий Подключается SATA, возможно заменить наряду с SSD/HDD | Щелевой загрузки, 4x DVD+R DL пишущий, 8x DVD+/-R читающий\пишущий, 8x DVD+RW пишущий, 6x DVD-RW пишущий, 24x CD-R, и 16x CD-RW пишущий Подключается SATA, возможно заменить наряду с SSD/HDD | Щелевой загрузки, 4x DVD+R DL пишущий, 8x DVD+/-R читающий\пишущий, 8x DVD+RW пишущий, 6x DVD-RW пишущий, 24x CD-R, и 16x CD-RW пишущий Подключается SATA, возможно заменить наряду с SSD/HDD |

Программная поддержка моделей до 2009 года включительно была окончена 25 сентября 2017 с выходом macOS High Sierra. Поддержка моделей 2010—2011 годов была окончена 24 сентября 2018 с выходом macOS Mojave. Поддержка моделей середины 2012 года окончена с выходом macOS Big Sur.

## Третье поколение (MacBook Pro с дисплеем Retina)
Третье поколение ноутбуков MacBook Pro с дисплеем Retina корпорации Apple было представлено 11 июня 2012 года на выставке WWDC. Apple позиционирует анонсированный ноутбук как совершенно новое направление ноутбуков MacBook Pro.
Множество пользователей компании разочаровал тот факт, что отличие MacBook Pro предыдущего поколения и нового — лишь в экране (Retina Display). Однако, это не так: помимо возросшей мощности процессора, общего обновления медиа портов и графической карты, поменялась также операционная система.

### Описание
Клавиатура с нижней подсветкой была сохранена, но значительно обновлена система охлаждения: многие пользователи Apple жаловались на «раздражающую» необходимость постоянно держать заднюю часть компьютера открытой, так как это весьма неудобно. Теперь же воздушные каналы расположены по бокам (по заявлениям Apple, если MacBook старого поколения был тихим, то «этот совершенно не слышно»). Также впервые в Macbook Pro 2,5" жёсткий диск заменён на полноценный SSD-накопитель собственного проприетарного формата, физически не совместимого ни с SATA, ни с mSATA, ни с M.2 (в дальнейшем SSD с указанным разъёмом применялся только в Macbook Air того же поколения, хотя его можно подключить к M.2 через пассивный переходник). Собственный разъём имеет и модуль wi-fi. По утверждению сотрудников Apple, скорость и производительность ноутбука возросли в 4 раза. Есть «родная» поддержка iCloud. Также софт был обновлён под поддержку Retina дисплея.
Все эти особенности, существенно изменяющие опыт общения пользователя с компьютером, никак не сказались на времени работы: остались те же 7 часов, и 30 дней в режиме простоя.
Apple совершила шаг, воспринятый неоднозначно большинством пользователей: уменьшение размеров компьютера заставило инженеров компании удалить оптический привод и начать распаивать оперативную память на материнской плате (за счёт чего освободилось место для аккумулятора). Взамен того Apple предоставляет аксессуар Apple USB SuperDrive. Ожидалась изначальная продажа с OS X Mountain Lion, однако в продажу ноутбук поступил только с предустановленной OS X Lion.

### Отличия от прошлых моделей[20]
- Обновлённый дисплей Retina с разрешением экрана порядка 5,2 миллиона пикселей (в 4 раза больше, чем в предыдущем поколении).
- Полный отказ от HDD-накопителей в пользу более быстрых SSD (максимум 1 накопитель в ноутбуке, компенсируется облачным хранилищем).
- Отказ от Ethernet-порта в пользу большей компактности, выход в интернет осуществляется через сети Wi-Fi, но провод Ethernet можно подключить, используя переходники.
- Процессоры Intel Core i7. Также обещают Ivy Bridge. 2,7 ГГц, возможно ускорение (Turbo Boost) до 3,7 ГГц. В модели начала 2013 года — 2,8 гигагерц, возможно ускорение (Turbo Boost) до 3,8 гигагерц.
- Старые графические процессоры Radeon заменены на NVidia Geforce GT 650M.
- Добавлен 1 порт USB.
- MiniDisplayPort заменён на HDMI.
- Обновлен разъём Magsafe до версии 2, несовместимой с версией 1.
- Добавлен второй порт Thunderbolt.
- Bluetooth 4.0 и трехпоточный 802.11 n WI-FI-модуль.
- Внешне ноутбук стал значительно тоньше и легче, отсутствует серебристая надпись «Macbook Pro» под монитором.

| Поколения Macbook Pro с дисплеем Retina (2012—2015) | Поколения Macbook Pro с дисплеем Retina (2012—2015) | Поколения Macbook Pro с дисплеем Retina (2012—2015) | Поколения Macbook Pro с дисплеем Retina (2012—2015) | Поколения Macbook Pro с дисплеем Retina (2012—2015) | Поколения Macbook Pro с дисплеем Retina (2012—2015) | Поколения Macbook Pro с дисплеем Retina (2012—2015) |
|                                                     |                                                     | середина 2012 | начало 2013 | конец 2013 | середина 2014 | середина 2015 |
| --------------------------------------------------- | --------------------------------------------------- | --- | --- | --- | --- | --- |
| Дисплей                                             | Дисплей                                             | 15" S-IPS, разрешение 2880x1800(220 пикселей/дюйм) цвет 32 бит (8 бит/канал) цветовой охват SRGB 13.3" S-IPS, 2560×1600, (227 пикселей/дюйм) цвет 32 бит (8 бит/канал) цветовой охват SRGB | 15" S-IPS, разрешение 2880x1800(220 пикселей/дюйм) цвет 32 бит (8 бит/канал) цветовой охват SRGB 13.3" S-IPS, 2560×1600, (227 пикселей/дюйм) цвет 32 бит (8 бит/канал) цветовой охват SRGB | 15" S-IPS, разрешение 2880x1800(220 пикселей/дюйм) цвет 32 бит (8 бит/канал) цветовой охват SRGB 13.3" S-IPS, 2560×1600, (227 пикселей/дюйм) цвет 32 бит (8 бит/канал) цветовой охват SRGB | 15" S-IPS, разрешение 2880x1800(220 пикселей/дюйм) цвет 32 бит (8 бит/канал) цветовой охват SRGB 13.3" S-IPS, 2560×1600, (227 пикселей/дюйм) цвет 32 бит (8 бит/канал) цветовой охват SRGB | 15" S-IPS, разрешение 2880x1800(220 пикселей/дюйм) цвет 32 бит (8 бит/канал) цветовой охват SRGB 13.3" S-IPS, 2560×1600, (227 пикселей/дюйм) цвет 32 бит (8 бит/канал) цветовой охват SRGB |
| Процессор                                           |                                                     | Intel Ivy Bridge | Intel Ivy Bridge | Intel Haswell | Intel Haswell | Intel Haswell |
| Процессор                                           | 13"                                                 | 2 ядра с HT, (i7-3520m) 2,9 ГГц (Turbo Boost — 3,6 ГГц) | 2 ядра с HT, (i7-3540m) 3,0 ГГц (Turbo Boost — 3,7 ГГц), | 2 ядра с HT, (I7-4558U) 2,8 ГГц (Turbo Boost — 3,3 ГГц) | 2 ядра с HT, (I7-4578U) 3,0 ГГц (Turbo Boost — 3,5 ГГц) | 2 ядра с HT, (I7-5557U) 3,1 ГГц (Turbo Boost — 3,4 ГГц) |
| Процессор                                           | 13"                                                 | 4 Мб кеш-памяти L3 | | | | |
| Процессор                                           | 15"                                                 | 4-ядерный 2,3 (I7-3615QM), 2,6 (I7-3720QM) и 2,7 (I7-3820QM) ГГц (Turbo Boost — 3,3, 3,6 и 3,7 ГГц)                                                                                        | 4-ядерный до 2,8 ГГц (Turbo Boost — 3,8 ГГц) | 4-ядерный до 2,6 ГГц (Turbo Boost — 3,8 ГГц) | 4-ядерный до 2,8 ГГц (Turbo Boost — 4,0 ГГц) | 4-ядерный до 2,8 ГГц (Turbo Boost — 4,0 ГГц) |
| Процессор                                           | 15"                                                 | 6 Мб кеш-памяти L3 | | | | |
| Оперативная память                                  | Оперативная память                                  | 8 ГБ или 16 ГБ 1600 МГц DDR3 | 8 ГБ или 16 ГБ 1600 МГц DDR3 | 8 ГБ или 16 ГБ 1600 МГц DDR3 | 16 ГБ 1600 МГц DDR3L | 16 ГБ 1600 МГц DDR3L |
| Поставляемый твердотельный накопитель               | Поставляемый твердотельный накопитель               | SSD 256 ГБ 512 ГБ 768 ГБ | SSD 256 ГБ 512 ГБ 768 ГБ | SSD 256 ГБ 512 ГБ 1 ТБ | SSD 256 ГБ 512 ГБ 1 ТБ | SSD 128 ГБ 256 ГБ 512 ГБ |
| Поставляемый твердотельный накопитель               | Поставляемый твердотельный накопитель               | SATA 3 (до 6 Гбит/с) | SATA 3 (до 6 Гбит/с) | PCIe (до 10 Гбит/с) | PCIe (до 10 Гбит/с) | PCIe (до 10 Гбит/с) |
| Беспроводная связь                                  | Беспроводная связь                                  | Bluetooth 4.0 wi-fi 802.11n | Bluetooth 4.0 wi-fi 802.11n | Bluetooth 4.0 wi-fi 802.11ac | Bluetooth 4.0 wi-fi 802.11ac | Bluetooth 4.0 wi-fi 802.11ac |
| Графический процессор                               | Графический процессор                               | Intel HD Graphics 4000 + NVidia Geforce GT 650M 1 ГБ | Intel HD Graphics 4000 + NVidia Geforce GT 650M 1 ГБ | Intel Iris Pro Graphics + NVidia Geforce GT 750M 2 ГБ В модели с минимальной комплектацией только Intel Iris Pro Graphics                                                                  | Intel Iris Pro Graphics + NVidia Geforce GT 750M 2 ГБ В модели с минимальной комплектацией только Intel Iris Pro Graphics                                                                  | Intel Iris Pro Graphics + AMD Radeon R9 M370X 2 ГБ В модели с минимальной комплектацией только Intel Iris Pro Graphics                                                                     |
| Вывод изображения                                   | Вывод изображения                                   | HDMI 1.4 (макс. изображение 1920x1080 с частотой 60 Гц) | HDMI 1.4 (макс. изображение 1920x1080 с частотой 60 Гц) | HDMI 1.4b (макс. изображение 3840х2160 с частотой 30 Гц или 4096х2160 с частотой 24 Гц) | HDMI 1.4b (макс. изображение 3840х2160 с частотой 30 Гц или 4096х2160 с частотой 24 Гц) | HDMI 1.4b (макс. изображение 3840х2160 с частотой 30 Гц или 4096х2160 с частотой 24 Гц) |
| Порты                                               | Порты                                               | Magsafe gen.2 | Magsafe gen.2 | Magsafe gen.2 | Magsafe gen.2 | Magsafe gen.2 |
| Порты                                               | Порты                                               | 2x USB 3.0 (до 5 Гбит/с) 2x Thunderbolt (до 10Гбит/с) | 2x USB 3.0 (до 5 Гбит/с) 2x Thunderbolt (до 10Гбит/с) | 2x USB 3.0 (до 5 Гбит/с) 2x Thunderbolt 2 (до 20 Гбит/с) | 2x USB 3.0 (до 5 Гбит/с) 2x Thunderbolt 2 (до 20 Гбит/с) | 2x USB 3.0 (до 5 Гбит/с) 2x Thunderbolt 2 (до 20 Гбит/с) |
| Периферия                                           | Периферия                                           | SDXC комбинированный разъем для наушников и микрофона 3,5 мм (Поддержка гарнитуры Apple iPhone с микрофоном)                                                                               | SDXC комбинированный разъем для наушников и микрофона 3,5 мм (Поддержка гарнитуры Apple iPhone с микрофоном)                                                                               | SDXC комбинированный разъем для наушников и микрофона 3,5 мм (Поддержка гарнитуры Apple iPhone с микрофоном)                                                                               | SDXC комбинированный разъем для наушников и микрофона 3,5 мм (Поддержка гарнитуры Apple iPhone с микрофоном)                                                                               | SDXC комбинированный разъем для наушников и микрофона 3,5 мм (Поддержка гарнитуры Apple iPhone с микрофоном)                                                                               |
| Аудио                                               | Аудио                                               | встроенные стереодинамики и двунаправленные микрофоны | встроенные стереодинамики и двунаправленные микрофоны | встроенные стереодинамики и двунаправленные микрофоны | встроенные стереодинамики и двунаправленные микрофоны | встроенные стереодинамики и двунаправленные микрофоны |
| Веб-камера                                          | Веб-камера                                          | FaceTime 720p | FaceTime 720p | FaceTime 720p | FaceTime 720p | FaceTime 720p |
| Время автономной работы                             | Время автономной работы                             | 7 часов | 7 часов | 8 часов | 8 часов | 10 часов |

### Отслоение антибликового покрытия экрана Retina

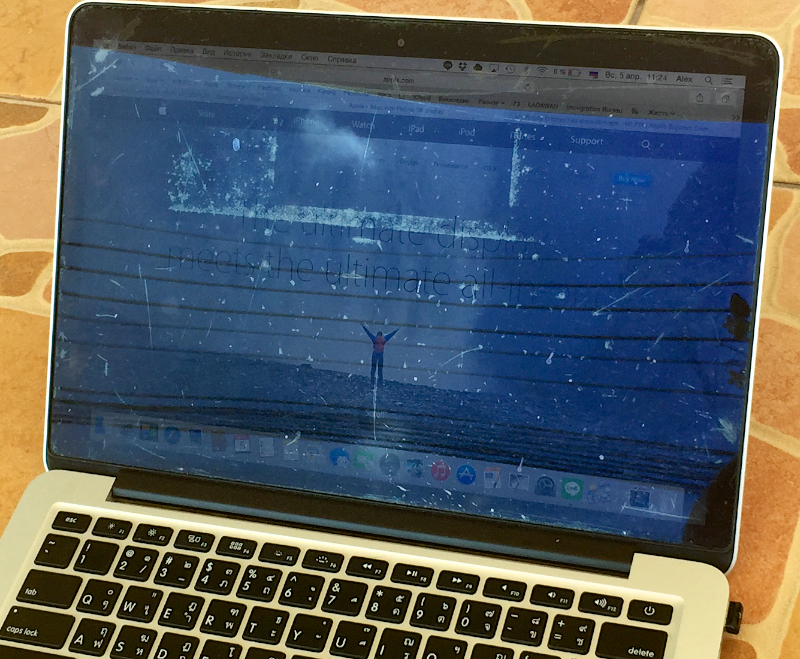
Отслоение антибликового покрытия экрана Retina

Спустя примерно год после выпуска MacBook Pro с дисплеем Retina пользователи стали жаловаться на отслоение антибликового покрытия экрана примерно через 7—8 месяцев использования ноутбука. Выглядит это как царапины и пузыри на экране (см. фото). При этом, несмотря на огромное количество жалоб, позиция Apple оставалась неизменной — отслоение антибликового покрытия считается косметическим дефектом, а не производственным, и, следовательно, не подлежит замене даже в условиях существующей гарантии. Дискуссии по этому поводу развернулись как на сайте Apple, так и на других независимых площадках.
C 16 октября 2015 г. компания Apple признала гарантийность данного случая. Запущена программа качества по обмену затронутых данной проблемой дисплеев. Воспользоваться услугой можно до 16 октября 2017 г. либо до истечения 4 лет с даты первоначальной покупки устройства с дисплеем Retina. Дисплей не должен иметь серьёзных механических повреждений.

## Четвёртое поколение (MacBook Pro с Touch Bar)
Четвёртое поколение MacBook Pro было представлено корпорацией Apple 27 октября 2016 года на выставке WWDC. Со слов Apple, данный MacBook Pro является «переосмыслением всей линейки». Как и предполагалось до презентации, устройство оснащено новыми функциями, часть из которых была позаимствована с не так давно выпущенного MacBook 2016. Была представлена «младшая» удешевлённая модель, в которой отсутствует 2 порта USB Type-C и Touch Bar.

### Описание
Главным изменением в устройстве отмечают появившийся в нём Touch Bar — панель OLED, располагающаяся на месте убранного ряда клавиш (Esc, F1-F12 и кнопка включения). Данная панель является динамической, то есть меняет свои функции в зависимости от запущенной программы и задач, необходимых пользователю. Также стандартная клавиатура была заменена на вторую версию, т. н. Keyboard Butterfly, имеющую ряд преимуществ по сравнению со старой — малый ход клавиш, проработка нажатия всей клавишей, износостойкость. Был обновлён трекпад — теперь он занимает в 2 раза больше места на корпусе ноутбука и имеет функцию Force Touch.

### Отличия от прошлых моделей
- Улучшен дисплей Retina: яркость опережает все прошлые модели и превышает официально заявляемый уровень, каждый экран проходит индивидуальную калибровку цветопередачи[28], поддерживается цветовой охват Apple P3 (но не более распространённый Adobe RGB).
- В ноутбуке присутствует только четыре порта Thunderbolt 3 + USB Type-C (два в удешевлённой версии 13-дюймового MB Pro), а также линейный выход. Полноразмерные USB, картридер и прочие порты были убраны.
- Процессоры серии Skylake, Kaby Lake и Coffee Lake (Intel Core i5, Intel Core i7 либо Intel Core i9, 4- и 6-ядерные в 15" версии и 2- и 4-ядерные в 13").
- 13-дюймовые модели оснащены графическим чипом Intel Iris Graphics 550, 645, 650 и 655 (младшая — 540 и 640), версия 15" 512 ГБ оснащена чипом Radeon Pro 455 и Radeon Pro 555 с 2 ГБ видеопамяти, версия на 256 ГБ оснащена чипом Radeon Pro 450 и Radeon Pro 550 с 2 ГБ видеопамяти.
- Добавлен Touch Bar.
- Трекпад заменён второй версией (теперь он занимает в 2 раза больше места на корпусе ноутбука и имеет функцию Force Touch)[27].
- Ноутбук стал тоньше и легче, яблоко с тыловой стороны экрана больше не светится, вернулась серебристая надпись «MacBook Pro» внизу экрана[27].
- добавлена DRM-система на основе чипа T2, аналогичная функционалу классических TPM-модулей, и по состоянию на конец 2018 года усложняющая (но допускающая)[29] загрузку альтернативных систем со встроенного носителя. Изредка неисправность чипа приводит к незапланированным внезапным перезагрузкам ноутбука[30][31].
- Имеется NFC-модуль[32].

| Поколения MacBook Pro с Touch Bar (2015—2019) | Поколения MacBook Pro с Touch Bar (2015—2019) | Поколения MacBook Pro с Touch Bar (2015—2019) | Поколения MacBook Pro с Touch Bar (2015—2019) | Поколения MacBook Pro с Touch Bar (2015—2019) | Поколения MacBook Pro с Touch Bar (2015—2019) | Поколения MacBook Pro с Touch Bar (2015—2019) | Поколения MacBook Pro с Touch Bar (2015—2019) | Поколения MacBook Pro с Touch Bar (2015—2019) | Поколения MacBook Pro с Touch Bar (2015—2019) | | | |
|                                               |                                               | 2016 | 2016 | 2016 | 2017 | 2017 | 2017 | 2018 | 2018 | 2019 | | |
|                                               |                                               | 13" | 13" touch bar | 15" touch bar | 13" | 13" touch bar | 15" touch bar | 13" touch bar | 15" touch bar | 13" (2 Thunderbolt 3) | 13" (4 Thunderbolt 3) | 15" |
| --------------------------------------------- | --------------------------------------------- | --- | --- | --- | --- | --- | --- | --- | --- | --- | --- | --- |
| Дисплей                                       | Дисплей                                       | 15" IPS, разрешение 2880x1800 (220 пикселей/дюйм) цвет 40 бит (10 бит/канал) цветовой охват DCI-P3 13.3" IPS, 2560×1600, (227 пикселей/дюйм) цвет 40 бит (10 бит/канал) цветовой охват DCI-P3 | 15" IPS, разрешение 2880x1800 (220 пикселей/дюйм) цвет 40 бит (10 бит/канал) цветовой охват DCI-P3 13.3" IPS, 2560×1600, (227 пикселей/дюйм) цвет 40 бит (10 бит/канал) цветовой охват DCI-P3 | 15" IPS, разрешение 2880x1800 (220 пикселей/дюйм) цвет 40 бит (10 бит/канал) цветовой охват DCI-P3 13.3" IPS, 2560×1600, (227 пикселей/дюйм) цвет 40 бит (10 бит/канал) цветовой охват DCI-P3 | 15" IPS, разрешение 2880x1800 (220 пикселей/дюйм) цвет 40 бит (10 бит/канал) цветовой охват DCI-P3 13.3" IPS, 2560×1600, (227 пикселей/дюйм) цвет 40 бит (10 бит/канал) цветовой охват DCI-P3 | 15" IPS, разрешение 2880x1800 (220 пикселей/дюйм) цвет 40 бит (10 бит/канал) цветовой охват DCI-P3 13.3" IPS, 2560×1600, (227 пикселей/дюйм) цвет 40 бит (10 бит/канал) цветовой охват DCI-P3 | 15" IPS, разрешение 2880x1800 (220 пикселей/дюйм) цвет 40 бит (10 бит/канал) цветовой охват DCI-P3 13.3" IPS, 2560×1600, (227 пикселей/дюйм) цвет 40 бит (10 бит/канал) цветовой охват DCI-P3 | 15" IPS, разрешение 2880x1800 (220 пикселей/дюйм) цвет 40 бит (10 бит/канал) цветовой охват DCI-P3 13.3" IPS, 2560×1600, (227 пикселей/дюйм) цвет 40 бит (10 бит/канал) цветовой охват DCI-P3 | 15" IPS, разрешение 2880x1800 (220 пикселей/дюйм) цвет 40 бит (10 бит/канал) цветовой охват DCI-P3 13.3" IPS, 2560×1600, (227 пикселей/дюйм) цвет 40 бит (10 бит/канал) цветовой охват DCI-P3 | 15" IPS, разрешение 2880x1800 (220 пикселей/дюйм) цвет 40 бит (10 бит/канал) цветовой охват DCI-P3 13.3" IPS, 2560×1600, (227 пикселей/дюйм) цвет 40 бит (10 бит/канал) цветовой охват DCI-P3 | 15" IPS, разрешение 2880x1800 (220 пикселей/дюйм) цвет 40 бит (10 бит/канал) цветовой охват DCI-P3 13.3" IPS, 2560×1600, (227 пикселей/дюйм) цвет 40 бит (10 бит/канал) цветовой охват DCI-P3 | 15" IPS, разрешение 2880x1800 (220 пикселей/дюйм) цвет 40 бит (10 бит/канал) цветовой охват DCI-P3 13.3" IPS, 2560×1600, (227 пикселей/дюйм) цвет 40 бит (10 бит/канал) цветовой охват DCI-P3                                                                    |
| Процессор                                     |                                               | Skylake | Skylake | Skylake | Kaby Lake | Kaby Lake | Kaby Lake | Coffee Lake | Coffee Lake | Coffee Lake | Coffee Lake | Coffee Lake |
| Процессор                                     | 13"                                           | 2-ядерный Core i5 (6360U) 2-ядерный Core i7 (6660U) | 2-ядерный Core i5 (6267U, 6287U) 2-ядерный Core i7 (6567U) | N/A | 2-ядерный Core i5 (7360U) 2-ядерный Core i7 (7660U) | 2-ядерный Core i5 (7267U, 7287U) 2-ядерный Core i7 (7567U) | N/A | 4-ядерный Core I5 (8259U) 4-ядерный Core i7 (8559U) | N/A | 4-ядерный Intel Core i5 (8257U) с тактовой частотой 1.4 ГГц, с Turbo Boost до 3.9 ГГц 4-ядерный Intel Core i7 (8557U) с тактовой частотой 1.7 ГГц, с Turbo Boost до 4.5 ГГц                   | 4-ядерный Intel Core i5 (8279U) с тактовой частотой 2.4 ГГц, с Turbo Boost до 4.1 ГГц 4-ядерный Intel Core i7 (8569U) с тактовой частотой 2.8 ГГц, с Turbo Boost до 4.7 ГГц                   | |
| Процессор                                     | 15"                                           | N/A | N/A | 4-ядерный Core i7 (6700HQ, 6820HQ, 6920HQ) | N/A | N/A | 4-ядерный Core i7 (7700HQ, 7820HQ, 7920HQ) | N/A | 6-ядерный Core i7 (8750H, 8850H) 6-ядерный Core i9 (8950HK) | | | 6-ядерный Intel Core i7 (9750H) с тактовой частотой 2.6 ГГц, с Turbo Boost до 4.5 ГГц 8-ядерный Intel Core i9 (9880H) с тактовой частотой 2.3 ГГц, с Turbo Boost до 4.8 ГГц 8-ядерный Intel Core i9 (9980HK) с тактовой частотой 2.4 ГГц, с Turbo Boost до 5 ГГц |
| Оперативная память                            | Оперативная память                            | 8 ГБ ОЗУ LPDDR3 с тактовой частотой 1866 МГц | 8 ГБ ОЗУ LPDDR3 с тактовой частотой 2133 МГц | 16 ГБ ОЗУ LPDDR3 с тактовой частотой 2133 МГц | 8 ГБ ОЗУ LPDDR3 с тактовой частотой 2133 МГц | 8 ГБ ОЗУ LPDDR3 с тактовой частотой 2133 МГц | 16 ГБ ОЗУ LPDDR3 с тактовой частотой 2133 МГц | 8/16 ГБ 2133 МГц LPDDR3 | 16/32 ГБ 2400 МГц DDR4 | 8 ГБ ОЗУ LPDDR3 с тактовой частотой 2133 МГц Опционально: 16 ГБ ОЗУ только во время покупки                                                                                                   | 8 ГБ ОЗУ LPDDR3 с тактовой частотой 2133 МГц Опционально: 16 ГБ ОЗУ только во время покупки                                                                                                   | 16 ГБ ОЗУ DDR4 с тактовой частотой 2400 МГц Опционально: 32 ГБ ОЗУ только во время покупки |
| Поставляемый твердотельный накопитель         | Поставляемый твердотельный накопитель         | 256, 512 ГБ или 1 ТБ SSD | | | | | | | | | | 256, 512 ГБ, 1, 2 или 4 ТБ SSD |
| Поставляемый твердотельный накопитель         | Поставляемый твердотельный накопитель         | NVMe/PCIe 3,0 ×4 8.0 GT/s (31.5 Gbit/s) | | | | | | | | | | |
| Беспроводная связь                            |                                               | | | | | | | | | | | |
| Графический процессор                         | Графический процессор                         | | | | | | | Iris Plus Graphics 655 | Radeon Pro 555X, 560X, Vega 16, Vega 20 | Iris Plus Graphics 645 | Iris Plus Graphics 655 | Radeon Pro 555X с 4 ГБ видеопамяти GDDR5 Опционально: AMD Radeon Pro 560X c 4 ГБ видеопамяти GDDR5, Radeon Pro Vega 16 с 4 ГБ видеопамяти HBM2 или Radeon Pro Vega 20 с 4 ГБ видеопамяти HBM2                                                                    |
| Вывод изображения                             |                                               | | | | | | | | | | | |
| Порты                                         | Порты                                         | 2xUSB-C | 4xUSB-C | 4xUSB-C | 2xUSB-C | 4xUSB-C | 4xUSB-C | 4xUSB-C | 4xUSB-C | | | |
| Периферия                                     |                                               | | | | | | | | | | | |
| Аудио                                         |                                               | | | | | | | | | | | |
| Веб-камера                                    |                                               | | | | | | | | | | | |
| Время автономной работы                       |                                               | | | | | | | | | | | |

### Версии с Magic Keyboard
В конце 2019 года вышла новая флагманская модель MacBook Pro 16", заменившая свою 15-дюймовую предшественницу и положившая начало обновлению четвёртого поколения с условным названием Touch Bar & Magic Keyboard. Как и предшественница, новая модель была оснащена дисплеем Retina с рекордным и по сей день для ноутбуков Apple разрешением 3072x1920 (это также самый большой экран у MacBook со времён 17-дюймовой модели, снятой с производства в 2012 году). Новый флагман получил обновлённую клавиатуру с механизмом «ножницы», почти идентичной беспроводному семейству Magic Keyboard, улучшенный звук (динамики и система микрофонов), а также аккумулятор в 100 ватт (максимальная мощность, разрешённая для проноса на борт пассажирского самолёта правилами Администрации транспортной безопасности США).
В мае 2020 года, спустя полгода после выхода флагмана, Apple представила обновлённый 13-дюймовый MacBook Pro с четырьмя портами Thunderbolt, оперативной памятью до 32 ГБ и работой с SSD-дисками до 4 ТБ. При этом модель стала на 0,6 мм тоньше предшественницы 2019 года.
| Поколения MacBook Pro с Touch Bar и Magic Keyboard (2019—2020) | Поколения MacBook Pro с Touch Bar и Magic Keyboard (2019—2020) | Поколения MacBook Pro с Touch Bar и Magic Keyboard (2019—2020) | Поколения MacBook Pro с Touch Bar и Magic Keyboard (2019—2020) | Поколения MacBook Pro с Touch Bar и Magic Keyboard (2019—2020) |
| Модель                                                         | Модель                                                         | 2019 | 2020 | 2020 |
| Модель                                                         | Модель                                                         | 16" | 13" (2 Thunderbolt 3) | 13" (4 Thunderbolt 3) |
| Модель                                                         | Модель                                                         | Coffee Lake | Coffee Lake | Ice Lake |
| -------------------------------------------------------------- | -------------------------------------------------------------- | --- | --- | --- |
| Дата выпуска                                                   | Дата выпуска                                                   | 13 ноября 2019 года | 4 мая 2020 года | 4 мая 2020 года |
| Снят с производства                                            | Снят с производства                                            | 18 октября 2021 года | 10 ноября 2020 года | 18 октября 2021 года |
| Номера моделей                                                 | Номера моделей                                                 | MVVJ2, MVVK2, MVVL2, MVVM2 | MXK32, MXK52, MXK62, MXK72 | MWP42, MWP52, MWP62, MWP72, MWP82 |
| Экран                                                          | Экран                                                          | 16" IPS, разрешение 3072х1920 (226 пикселей/дюйм) цвет 40 бит (10 бит/канал) цветовой охват DCI-P3 | 13,3" IPS, разрешение 2560х1600 (227 пикселей/дюйм) цвет 40 бит (10 бит/канал) цветовой охват DCI-P3                                                                        | 13,3" IPS, разрешение 2560х1600 (227 пикселей/дюйм) цвет 40 бит (10 бит/канал) цветовой охват DCI-P3 |
| Камера                                                         | Камера                                                         | FaceTime HD (720p) | FaceTime HD (720p) | FaceTime HD (720p) |
| Процессор                                                      | Процессор                                                      | 6-ядерный Intel Core i7 (9750H) с тактовой частотой 2.6 ГГц, с Turbo Boost до 4.5 ГГц и 12 МБ кэша L3 8-ядерный Intel Core i9 (9880H) с тактовой частотой 2,3 ГГц, с Turbo Boost до 4.8 ГГц и 16 МБ кэша L3 8-ядерный Intel Core i9 (9980HK) с тактовой частотой 2,4 ГГц, с Turbo Boost до 5 ГГц и 16 МБ кэша L3 | 4-ядерный Intel Core i5 (8257U) с тактовой частотой 1.4 ГГц, с Turbo Boost до 3.9 ГГц 4-ядерный Intel Core i7 (8557U) с тактовой частотой 1.7 ГГц, с Turbo Boost до 4.5 ГГц | 4-ядерный Intel Core i5 (1038NG7) с тактовой частотой 2 ГГц, с Turbo Boost до 3.8 ГГц и с 6 МБ кэша L3 4-ядерный Intel Core i7 (1068NG7) с тактовой частотой 2.3 ГГц, с Turbo Boost до 4.1 ГГц и с 8 МБ кэша L3 |
| Системная шина                                                 | Системная шина                                                 | 8 GT/s DMI 3.0 (максимальная теоретическая пропускная способность: 3,94 ГБ/с) | | |
| Оперативная память                                             | Оперативная память                                             | 16 ГБ ОЗУ DDR4 с тактовой частотой 2666 МГц Опционально: 32 или 64 ГБ ОЗУ только во время покупки | 8 ГБ ОЗУ LPDDR3 с тактовой частотой 2133 МГц Опционально: 16 ГБ ОЗУ только во время покупки                                                                                 | 16 ГБ ОЗУ LPDDR4X с тактовой частотой 3733 МГц Опционально: 32 ГБ ОЗУ только во время покупки |
| Графический процессор                                          | Графический процессор                                          | AMD Radeon Pro 5300M с 4 ГБ видеопамяти GDDR6 Опционально: AMD Radeon Pro 5500M с 4 ГБ (а также 8 ГБ с июня 2020 года) видеопамяти GDDR6 или AMD Radeon Pro 5600M с 8 ГБ видеопамяти HBM2 | Intel Iris Plus Graphics 645 | Intel Iris Plus Graphics |
| Чип безопасности                                               | Чип безопасности                                               | Apple T2 | Apple T2 | Apple T2 |
| Wi-Fi                                                          | Wi-Fi                                                          | Wi-Fi 802.11a/b/g/n/ac, со скоростью до 1,3 Гбит/с | Wi-Fi 802.11a/b/g/n/ac, со скоростью до 1,3 Гбит/с | Wi-Fi 802.11a/b/g/n/ac, со скоростью до 1,3 Гбит/с |
| Bluetooth                                                      | Bluetooth                                                      | Bluetooth 5.0 | Bluetooth 5.0 | Bluetooth 5.0 |
| Периферийные соединения                                        | Периферийные соединения                                        | 4 порта Thunderbolt 3 (USB-C 3.1 Gen 2) с поддержкой протоколов зарядки и DisplayPort | 2 порта Thunderbolt 3 (USB-C 3.1 Gen 2) с поддержкой протоколов зарядки и DisplayPort                                                                                       | 4 порта Thunderbolt 3 (USB-C 3.1 Gen 2) с поддержкой протоколов зарядки и DisplayPort |
| Периферийные соединения                                        | Периферийные соединения                                        | Поддержка до четырёх внешних 4K-дисплеев или двух 6K-дисплеев (по одному на каждый, с поддержкой DisplayPort 1.4) | Поддержка до двух внешних 4K-диспллев или одного 5K-дисплея | Поддержка до двух внешних 4K-дисплеев или одного 6K-дисплея |
| Динамики                                                       | Динамики                                                       | Встроенные стереодинамики с высоким динамическим диапазоном, несколько микрофонов | Встроенные стереодинамики с высоким динамическим диапазоном, несколько микрофонов                                                                                           | Встроенные стереодинамики с высоким динамическим диапазоном, несколько микрофонов |
| Аккумулятор                                                    | Аккумулятор                                                    | Литий-полимерный, 100 Вт-ч, до 11 часов воспроизведения фильмов в приложении Apple TV через Wi-Fi и 30 дней в режиме ожидания | Литий-полимерный, 58,2 Вт-ч, до 10 часов воспроизведения фильмов в приложении Apple TV через Wi-Fi и 30 дней в режиме ожидания                                              | Литий-полимерный, 58 Вт-ч, до 10 часов воспроизведения фильмов в приложении Apple TV через Wi-Fi и 30 дней в режиме ожидания                                                                                    |
| Вес                                                            | Вес                                                            | 2 кг | 1,4 кг | 1,4 кг |
| Размеры                                                        | Размеры                                                        | 24,6 см Г х 35,8 см Ш х 1,6 см В | 21,2 см Г х 30,4 см Ш х 1,5 см В | 21,2 см Г х 30,4 см Ш х 1,5 см В |
| Операционная система                                           | Изначальная                                                    | macOS 10.15 Catalina | macOS 10.15 Catalina | macOS 10.15 Catalina |
| Операционная система                                           | Последняя                                                      | macOS 13 Ventura | macOS 13 Ventura | macOS 13 Ventura |

## Пятое поколение (MacBook Pro с Touch Bar на Apple silicon)

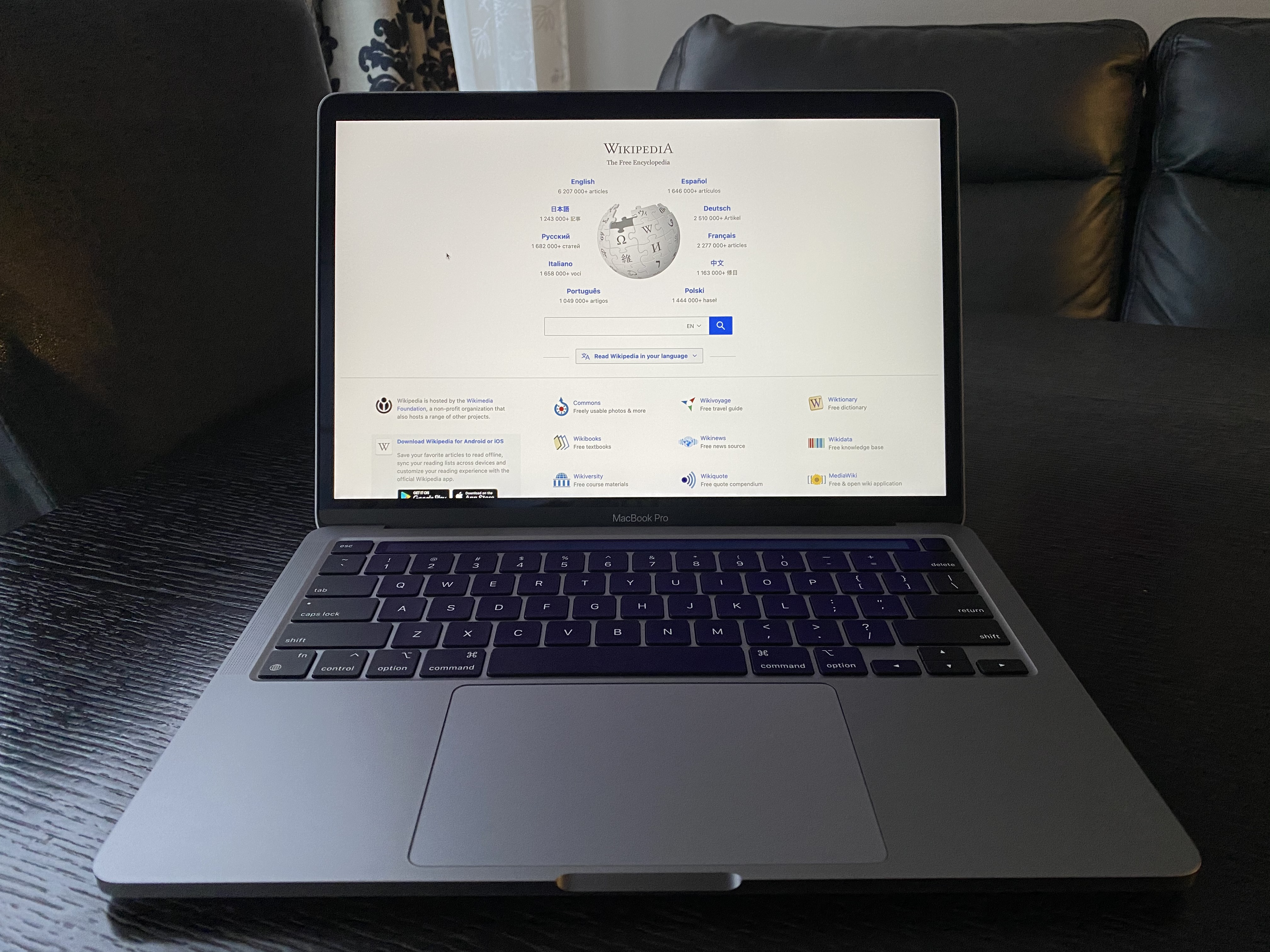
13-дюймовый MacBook Pro 2020 года на чипе M1.

### Описание
10 ноября 2020 года Apple представила новую линейку на базе ARM-процессора собственной разработки M1: 13-дюймовые MacBook Pro и MacBook Air, а также Mac Mini. MacBook Pro M1 с чипом Apple silicon сохранил форм-фактор предыдущего поколения, но получил поддержку Wi-Fi 6, USB4, а также работу с мониторами 6К, включая возможность подключения Pro Display XDR. Число поддерживаемых внешних мониторов сократилось до одного, при том, что в предыдущем поколении поддерживалось до двух дисплеев 4К.
Модель была снабжена встроенным энергоёмким аккумулятором (4382 мАч), обеспечивающим 18 часов работы в автономном режиме без дополнительной подзарядки.
6 июня 2022 года на конференции WWDC Apple представила обновлённый 13-дюймовый MacBook Pro с двумя портами Thunderbolt на базе чипа Apple M2, вместе с полностью обновлённым MacBook Air, который также оснащён чипом Apple M2. 13-дюймовый MacBook Pro на базе чипа M2 практически ничем не отличается от своего предшественника, однако теперь ноутбук поддерживает до 24 ГБ объединённой памяти.
| Поколения MacBook Pro с Touch Bar на Apple silicon (2020—2022) | Поколения MacBook Pro с Touch Bar на Apple silicon (2020—2022) | Поколения MacBook Pro с Touch Bar на Apple silicon (2020—2022)                                                                                         | Поколения MacBook Pro с Touch Bar на Apple silicon (2020—2022)                                                                                         |
| Модель                                                         | Модель                                                         | 13", M1, 2020 | 13", M2, 2022 |
| -------------------------------------------------------------- | -------------------------------------------------------------- | --- | --- |
| Дата выпуска                                                   | Дата выпуска                                                   | 17 ноября 2020 года | 24 июня 2022 года |
| Снят с производства                                            | Снят с производства                                            | 6 июня 2022 года | 30 октября 2023 года |
| Номера моделей                                                 | Номера моделей                                                 | MYD83, MYD92 (модели с 8-ядерным GPU и 256 ГБ SSD) MYDA2, MYDC2 (модели с 8-ядерным GPU и 512 ГБ SSD)                                                  | MNEH3, MNEJ3 (модели с 256 ГБ SSD и 10-ядерным GPU) MNEP3, MNEQ3 (модели с 512 ГБ SSD и 10-ядерным GPU)                                                |
| Дисплей                                                        | Дисплей                                                        | 13,3 дюйма, IPS, разрешение 2560х1600 (227 пикселей/дюйм) (16:10), яркость 500 нит, цветовой охват DCI-P3                                              | 13,3 дюйма, IPS, разрешение 2560х1600 (227 пикселей/дюйм) (16:10), яркость 500 нит, цветовой охват DCI-P3                                              |
| SoC                                                            | SoC                                                            | Apple M1 (8-ядерный CPU) | Apple M2 (8-ядерный CPU) |
| SoC                                                            | SoC                                                            | 4 производительных ядра (Firestorm) с тактовой частотой 3,2 ГГц и 4 энергоэффективных ядра (Icestorm) с тактовой частотой 2,064 ГГц                    | 4 производительных ядра (Avalanche) с тактовой частотой 3,49 ГГц и 4 энергоэффективных ядра (Blizzard) с тактовой частотой 2,42 ГГц                    |
| Графический процессор                                          | Графический процессор                                          | Apple M1 GPU (8 ядер) | Apple M2 GPU (10 ядер) |
| Neural Engine                                                  | Neural Engine                                                  | 16-ядерный (11 триллионов операций в секунду) | 16-ядерный (15,8 триллионов операций в секунду) |
| Объединённая память                                            | Объединённая память                                            | 8 ГБ объединённой памяти LPDDR4X с тактовой частотой 4266 МГц Опционально: 16 ГБ объединённой памяти только на момент покупки                          | 8 ГБ объединённой памяти LPDDR5 с тактовой частотой 6400 МГц Опционально: 16 или 24 ГБ объединённой памяти только на момент покупки                    |
| Поставляемый твердотельный накопитель                          | Поставляемый твердотельный накопитель                          | 256, 512 ГБ, 1 или 2 ТБ SSD | 256, 512 ГБ, 1 или 2 ТБ SSD |
| Поставляемый твердотельный накопитель                          | Поставляемый твердотельный накопитель                          | Твердотельный накопитель на базе PCIe со скоростью чтения до 3,3 ГБ/с                                                                                  | Твердотельный накопитель на базе PCIe со скоростью чтения до 3,3 ГБ/с (до 1,5 ГБ/c в версии с 256 ГБ SSD)                                              |
| Камера                                                         | Камера                                                         | FaceTime HD (720p) с усовершенствованным процессором для обработки сигналов изображения с вычислительным видео                                         | FaceTime HD (720p) с усовершенствованным процессором для обработки сигналов изображения с вычислительным видео                                         |
| Динамики                                                       | Динамики                                                       | Стереодинамики с высоким динамическим диапазоном и более широким стереозвучанием, поддержка Dolby Atmos                                                | Стереодинамики с высоким динамическим диапазоном и более широким стереозвучанием, поддержка Dolby Atmos                                                |
| Микрофон                                                       | Микрофон                                                       | Трёхмикрофонный массив студийного качества с высоким отношением сигнал/шум и направленным формированием луча                                           | Трёхмикрофонный массив студийного качества с высоким отношением сигнал/шум и направленным формированием луча                                           |
| 3.5mm jack                                                     | 3.5mm jack                                                     | Имеется | Имеется, с расширенной поддержкой высокоомных наушников                                                                                                |
| Wi-Fi                                                          | Wi-Fi                                                          | Wi-Fi 6 (802.11a/b/g/n/ac/ax) | Wi-Fi 6 (802.11a/b/g/n/ac/ax) |
| Bluetooth                                                      | Bluetooth                                                      | Bluetooth 5.0 | Bluetooth 5.0 |
| Порты                                                          | Порты                                                          | 2 порта Thunderbolt 3 (USB-C 4), с поддержкой протоколов зарядки и DisplayPort (поддержка eGPU отсутствует), со скоростью передачи данных до 40 Гбит/c | 2 порта Thunderbolt 3 (USB-C 4), с поддержкой протоколов зарядки и DisplayPort (поддержка eGPU отсутствует), со скоростью передачи данных до 40 Гбит/c |
| Поддержка внешних мониторов                                    | Поддержка внешних мониторов                                    | До одного 6K-дисплея при 60 Гц | До одного 6K-дисплея при 60 Гц |
| Аккумулятор                                                    | Аккумулятор                                                    | Несъёмный литий-полимерный, 11,4 В, 52 Вт-ч (5152 мАч), до 1000 циклов перезарядки                                                                     | Несъёмный литий-полимерный, 11,4 В, 52 Вт-ч (5152 мАч), до 1000 циклов перезарядки                                                                     |
| Адаптер питания, входящий в комплект                           | Адаптер питания, входящий в комплект                           | Адаптер питания USB-C мощностью 61 Вт | Адаптер питания USB-C мощностью 67 Вт |
| Размеры                                                        | Размеры                                                        | 21,2 см Г х 30,7 см Ш х 1,5 см В | 21,2 см Г х 30,7 см Ш х 1,5 см В |
| Вес                                                            | Вес                                                            | 1,4 кг | 1,4 кг |
| Операционная система                                           | Изначальная                                                    | macOS 11 Big Sur | macOS 12 Monterey |
| Операционная система                                           | Последняя                                                      | macOS 14 Sonoma | macOS 14 Sonoma |

## Шестое поколение (Liquid Retina XDR)

### Описание

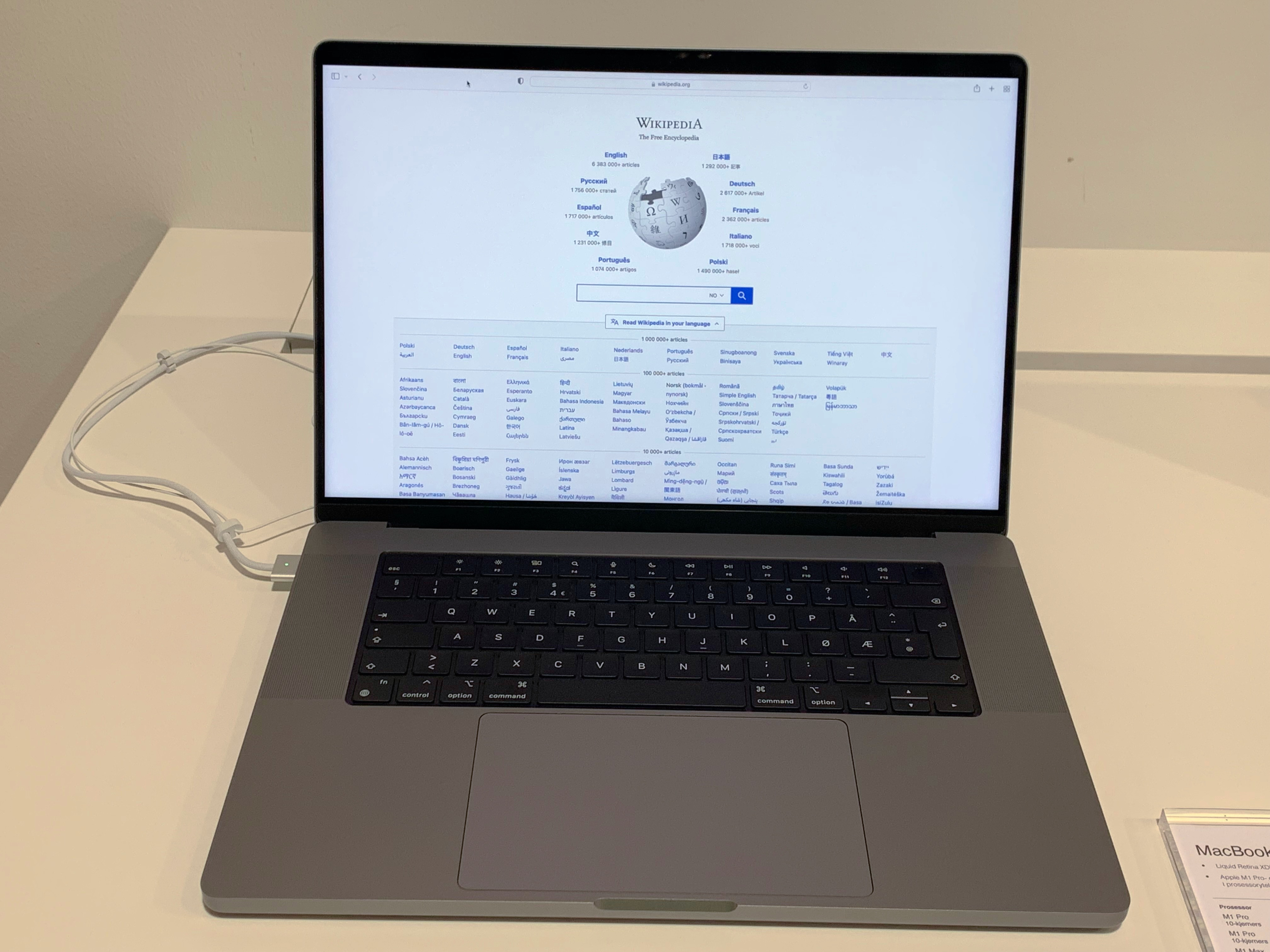
16-дюймовый MacBook Pro 2021 года.

Новые 14- и 16-дюймовые MacBook Pro были представлены во время онлайн-мероприятия 18 октября 2021 года. Это первое поколение, доступное только с процессорами Apple silicon, и в нём было устранено множество критических замечаний в адрес предыдущего поколения: вновь появились функциональные клавиши вместо Touch Bar, расширены возможности подключения (добавлены порт HDMI и SDXC-кардридер) и поддержка нескольких внешних дисплеев. Среди других дополнений — новая система зарядки MagSafe третьего поколения, дисплей Liquid Retina XDR с более тонкими рамками и вырезом, как у iPhone, веб-камера FaceTime HD 1080p, звуковая система Dolby Atmos и новые чипы M1 Pro и M1 Max с улучшенной производительностью и энергоэффективностью.
17 января 2023 года Apple представила обновлённые 14- и 16-дюймовые MacBook Pro на базе чипов M2 Pro и M2 Max. Также они оснащены модулями связи Bluetooth 5.3 и Wi-Fi 6E, разъёмом HDMI 2.1, увеличенным временем автономной работы и увеличенным объёмом объединённой памяти вплоть до 96 ГБ.
| Поколения MacBook Pro на Apple silicon с Liquid Retina XDR (2021—2023) | Поколения MacBook Pro на Apple silicon с Liquid Retina XDR (2021—2023) | Поколения MacBook Pro на Apple silicon с Liquid Retina XDR (2021—2023) | Поколения MacBook Pro на Apple silicon с Liquid Retina XDR (2021—2023) | Поколения MacBook Pro на Apple silicon с Liquid Retina XDR (2021—2023) | Поколения MacBook Pro на Apple silicon с Liquid Retina XDR (2021—2023) | Поколения MacBook Pro на Apple silicon с Liquid Retina XDR (2021—2023) | Поколения MacBook Pro на Apple silicon с Liquid Retina XDR (2021—2023) | Поколения MacBook Pro на Apple silicon с Liquid Retina XDR (2021—2023) | Поколения MacBook Pro на Apple silicon с Liquid Retina XDR (2021—2023) |
| Модель                                                                 | Модель                                                                 | 14", 2021 | 14", 2021 | 16", 2021 | 16", 2021 | 14", начало 2023 | 14", начало 2023 | 16", начало 2023 | 16", начало 2023 |
| ---------------------------------------------------------------------- | ---------------------------------------------------------------------- | --- | --- | --- | --- | --- | --- | --- | --- |
| Дата выпуска                                                           | Дата выпуска                                                           | 26 октября 2021 года | 26 октября 2021 года | 26 октября 2021 года | 26 октября 2021 года | 24 января 2023 года | 24 января 2023 года | 24 января 2023 года | 24 января 2023 года |
| Снят с производства                                                    | Снят с производства                                                    | 17 января 2023 года | 17 января 2023 года | 17 января 2023 года | 17 января 2023 года | 31 октября 2023 года | 31 октября 2023 года | 31 октября 2023 года | 31 октября 2023 года |
| Номера моделей                                                         | Номера моделей                                                         | MKGP3, MKGQ3, MKGR3, MKGT3 | Сборка на заказ | MK183, MK193, MK1A3, MK1E3, MK1F3 | MK1H3 | MPHE3, MPHF3, MPHH3, MPHJ3 | MPHG3, MPHK3 (30-ядерный GPU), сборка на заказ (38-ядерный GPU) | MNW83, MNWC3, MNW93, MNWD3 | Сборка на заказ (30-ядерный GPU), MNWA3, MNWE3 (38-ядерный GPU) |
| Дисплей                                                                | Дисплей                                                                | 14 дюймов, mini-LED, разрешение 3024х1964 (254 пикселя/дюйм) (9:5.85, 16:10 без чёлки), яркость 1000 нит (при продолжительной работе), 1600 нит (пиковая), цветовой охват DCI-P3 (c поддержкой 10 миллиардов цветов), поддержка технологии ProMotion с частотой обновления экрана 120 Гц и адаптивной развёрткой изображения | 14 дюймов, mini-LED, разрешение 3024х1964 (254 пикселя/дюйм) (9:5.85, 16:10 без чёлки), яркость 1000 нит (при продолжительной работе), 1600 нит (пиковая), цветовой охват DCI-P3 (c поддержкой 10 миллиардов цветов), поддержка технологии ProMotion с частотой обновления экрана 120 Гц и адаптивной развёрткой изображения | 16 дюймов, mini-LED, разрешение 3456х2234 (254 пикселя/дюйм) (9:5.82, 16:10 без чёлки), яркость 1000 нит (при продолжительной работе), 1600 нит (пиковая), цветовой охват DCI-P3 (c поддержкой 10 миллиардов цветов), поддержка технологии ProMotion с частотой обновления экрана 120 Гц и адаптивной развёрткой изображения | 16 дюймов, mini-LED, разрешение 3456х2234 (254 пикселя/дюйм) (9:5.82, 16:10 без чёлки), яркость 1000 нит (при продолжительной работе), 1600 нит (пиковая), цветовой охват DCI-P3 (c поддержкой 10 миллиардов цветов), поддержка технологии ProMotion с частотой обновления экрана 120 Гц и адаптивной развёрткой изображения | 14 дюймов, mini-LED, разрешение 3024х1964 (254 пикселя/дюйм) (9:5.85, 16:10 без чёлки), яркость 1000 нит (при продолжительной работе), 1600 нит (пиковая), цветовой охват DCI-P3 (c поддержкой 10 миллиардов цветов), поддержка технологии ProMotion с частотой обновления экрана 120 Гц и адаптивной развёрткой изображения | 14 дюймов, mini-LED, разрешение 3024х1964 (254 пикселя/дюйм) (9:5.85, 16:10 без чёлки), яркость 1000 нит (при продолжительной работе), 1600 нит (пиковая), цветовой охват DCI-P3 (c поддержкой 10 миллиардов цветов), поддержка технологии ProMotion с частотой обновления экрана 120 Гц и адаптивной развёрткой изображения | 16 дюймов, mini-LED, разрешение 3456х2234 (254 пикселя/дюйм) (9:5.82, 16:10 без чёлки), яркость 1000 нит (при продолжительной работе), 1600 нит (пиковая), цветовой охват DCI-P3 (c поддержкой 10 миллиардов цветов), поддержка технологии ProMotion с частотой обновления экрана 120 Гц и адаптивной развёрткой изображения | 16 дюймов, mini-LED, разрешение 3456х2234 (254 пикселя/дюйм) (9:5.82, 16:10 без чёлки), яркость 1000 нит (при продолжительной работе), 1600 нит (пиковая), цветовой охват DCI-P3 (c поддержкой 10 миллиардов цветов), поддержка технологии ProMotion с частотой обновления экрана 120 Гц и адаптивной развёрткой изображения |
| SoC                                                                    | SoC                                                                    | Apple M1 Pro (8-ядерный CPU) | Apple M1 Max (10-ядерный CPU) | Apple M1 Pro (10-ядерный CPU) | Apple M1 Max (10-ядерный CPU) | Apple M2 Pro (10-ядерный CPU) | Apple M2 Max (12-ядерный CPU) | Apple M2 Pro (12-ядерный CPU) | Apple M2 Max (12-ядерный CPU) |
| SoC                                                                    | SoC                                                                    | 6 производительных ядер (Firestorm) с тактовой частотой 3,23 ГГц и 2 энергоэффективных ядра (Icestorm) с тактовой частотой 2,064 ГГц Опционально: 10-ядерный CPU только на момент покупки | 8 производительных ядер (Firestorm) с тактовой частотой 3,23 ГГц и 2 энергоэффективных ядра (Icestorm) с тактовой частотой 2,064 ГГц | 8 производительных ядер (Firestorm) с тактовой частотой 3,23 ГГц и 2 энергоэффективных ядра (Icestorm) с тактовой частотой 2,064 ГГц | 8 производительных ядер (Firestorm) с тактовой частотой 3,23 ГГц и 2 энергоэффективных ядра (Icestorm) с тактовой частотой 2,064 ГГц | 6 производительных ядер (Avalanche) с тактовой частотой 3,49 ГГц и 4 энергоэффективных ядра (Blizzard) с тактовой частотой 2,42 ГГц Опционально: 12-ядерный CPU только на момент покупки | 8 производительных ядер (Avalanche) с тактовой частотой 3,49 ГГц и 4 энергоэффективных ядра (Blizzard) с тактовой частотой 2,42 ГГц | 8 производительных ядер (Avalanche) с тактовой частотой 3,49 ГГц и 4 энергоэффективных ядра (Blizzard) с тактовой частотой 2,42 ГГц | 8 производительных ядер (Avalanche) с тактовой частотой 3,49 ГГц и 4 энергоэффективных ядра (Blizzard) с тактовой частотой 2,42 ГГц |
| GPU                                                                    | GPU                                                                    | Apple M1 Pro GPU (14 или 16 ядер) Опциональный 16-ядерный GPU доступен только для версии с 10-ядерным CPU и только на момент покупки | Apple M1 Max GPU (24 или 32 ядра) | Apple M1 Pro GPU (16 ядер) | Apple M1 Max GPU (24 или 32 ядра) | Apple M2 Pro GPU (16 или 19 ядер) | Apple M2 Max GPU (30 или 38 ядер) | Apple M2 Pro GPU (19 ядер) | Apple M2 Max GPU (30 или 38 ядер) |
| Neural Engine                                                          | Neural Engine                                                          | 16-ядерный (11 триллионов операций в секунду) | 16-ядерный (11 триллионов операций в секунду) | 16-ядерный (11 триллионов операций в секунду) | 16-ядерный (11 триллионов операций в секунду) | 16-ядерный (15,8 триллионов операций в секунду) | 16-ядерный (15,8 триллионов операций в секунду) | 16-ядерный (15,8 триллионов операций в секунду) | 16-ядерный (15,8 триллионов операций в секунду) |
| ОЗУ                                                                    | ОЗУ                                                                    | 16 ГБ объединённой памяти LPDDR5 с тактовой частотой 6400 МГц Опционально: 32 ГБ объединённой памяти только на момент покупки | 32 ГБ объединённой памяти LPDDR5 с тактовой частотой 6400 МГц Опционально: 64 ГБ объединённой памяти только на момент покупки | 16 ГБ объединённой памяти LPDDR5 с тактовой частотой 6400 МГц Опционально: 32 ГБ объединённой памяти только на момент покупки | 32 ГБ объединённой памяти LPDDR5 с тактовой частотой 6400 МГц Опционально: 64 ГБ объединённой памяти только на момент покупки | 16 ГБ объединённой памяти LPDDR5 с тактовой частотой 6400 МГц Опционально: 32 ГБ объединённой памяти только на момент покупки | 32 ГБ объединённой памяти LPDDR5 с тактовой частотой 6400 МГц Опционально: 64 или 96 ГБ объединённой памяти только на момент покупки (96 ГБ доступны только в версиях с 38-ядерным GPU) | 16 ГБ объединённой памяти LPDDR5 с тактовой частотой 6400 МГц Опционально: 32 ГБ объединённой памяти только на момент покупки | 32 ГБ объединённой памяти LPDDR5 с тактовой частотой 6400 МГц Опционально: 64 или 96 ГБ объединённой памяти только на момент покупки (96 ГБ доступны только в версиях с 38-ядерным GPU) |
| Поставляемый твердотельный накопитель                                  | Поставляемый твердотельный накопитель                                  | 512 ГБ, 1, 2, 4 или 8 ТБ | 512 ГБ, 1, 2, 4 или 8 ТБ | 512 ГБ, 1, 2, 4 или 8 ТБ | 512 ГБ, 1, 2, 4 или 8 ТБ | 512 ГБ, 1, 2, 4 или 8 ТБ | 512 ГБ, 1, 2, 4 или 8 ТБ | 512 ГБ, 1, 2, 4 или 8 ТБ | 512 ГБ, 1, 2, 4 или 8 ТБ |
| Поставляемый твердотельный накопитель                                  | Поставляемый твердотельный накопитель                                  | Твердотельный накопитель на базе PCIe со скоростью чтения 7,4 ГБ/с | | | | | | | |
| Камера                                                                 | Камера                                                                 | FaceTime HD (1080p) с усовершенствованным процессором обработки сигналов изображения с вычислительным видео | FaceTime HD (1080p) с усовершенствованным процессором обработки сигналов изображения с вычислительным видео | FaceTime HD (1080p) с усовершенствованным процессором обработки сигналов изображения с вычислительным видео | FaceTime HD (1080p) с усовершенствованным процессором обработки сигналов изображения с вычислительным видео | FaceTime HD (1080p) с усовершенствованным процессором обработки сигналов изображения с вычислительным видео | FaceTime HD (1080p) с усовершенствованным процессором обработки сигналов изображения с вычислительным видео | FaceTime HD (1080p) с усовершенствованным процессором обработки сигналов изображения с вычислительным видео | FaceTime HD (1080p) с усовершенствованным процессором обработки сигналов изображения с вычислительным видео |
| Динамики                                                               | Динамики                                                               | Высококачественная звуковая система с шестью динамиками, низкочастотными динамиками с принудительной компенсацией и широким стереозвуком | Высококачественная звуковая система с шестью динамиками, низкочастотными динамиками с принудительной компенсацией и широким стереозвуком | Высококачественная звуковая система с шестью динамиками, низкочастотными динамиками с принудительной компенсацией и широким стереозвуком | Высококачественная звуковая система с шестью динамиками, низкочастотными динамиками с принудительной компенсацией и широким стереозвуком | Высококачественная звуковая система с шестью динамиками, низкочастотными динамиками с принудительной компенсацией и широким стереозвуком | Высококачественная звуковая система с шестью динамиками, низкочастотными динамиками с принудительной компенсацией и широким стереозвуком | Высококачественная звуковая система с шестью динамиками, низкочастотными динамиками с принудительной компенсацией и широким стереозвуком | Высококачественная звуковая система с шестью динамиками, низкочастотными динамиками с принудительной компенсацией и широким стереозвуком |
| Динамики                                                               | Динамики                                                               | Поддерживается пространственное аудио во встроенных динамиках или AirPods с динамическим отслеживанием головы | | | | | | | |
| Микрофон                                                               | Микрофон                                                               | Массив из трёх микрофонов студийного качества с высоким отношением сигнал/шум и направленным формированием луча | Массив из трёх микрофонов студийного качества с высоким отношением сигнал/шум и направленным формированием луча | Массив из трёх микрофонов студийного качества с высоким отношением сигнал/шум и направленным формированием луча | Массив из трёх микрофонов студийного качества с высоким отношением сигнал/шум и направленным формированием луча | Массив из трёх микрофонов студийного качества с высоким отношением сигнал/шум и направленным формированием луча | Массив из трёх микрофонов студийного качества с высоким отношением сигнал/шум и направленным формированием луча | Массив из трёх микрофонов студийного качества с высоким отношением сигнал/шум и направленным формированием луча | Массив из трёх микрофонов студийного качества с высоким отношением сигнал/шум и направленным формированием луча |
| 3.5mm jack                                                             | 3.5mm jack                                                             | Имеется, с расширенной поддержкой высокоомных наушников | Имеется, с расширенной поддержкой высокоомных наушников | Имеется, с расширенной поддержкой высокоомных наушников | Имеется, с расширенной поддержкой высокоомных наушников | Имеется, с расширенной поддержкой высокоомных наушников | Имеется, с расширенной поддержкой высокоомных наушников | Имеется, с расширенной поддержкой высокоомных наушников | Имеется, с расширенной поддержкой высокоомных наушников |
| Wi-Fi                                                                  | Wi-Fi                                                                  | Wi-Fi 6 (802.11a/b/g/n/ac/ax), до 1,2 Гбит/с | Wi-Fi 6 (802.11a/b/g/n/ac/ax), до 1,2 Гбит/с | Wi-Fi 6 (802.11a/b/g/n/ac/ax), до 1,2 Гбит/с | Wi-Fi 6 (802.11a/b/g/n/ac/ax), до 1,2 Гбит/с | Wi-Fi 6E (802.11a/b/g/n/ac/ax), до 2,4 Гбит/с | Wi-Fi 6E (802.11a/b/g/n/ac/ax), до 2,4 Гбит/с | Wi-Fi 6E (802.11a/b/g/n/ac/ax), до 2,4 Гбит/с | Wi-Fi 6E (802.11a/b/g/n/ac/ax), до 2,4 Гбит/с |
| Bluetooth                                                              | Bluetooth                                                              | Bluetooth 5.0 | Bluetooth 5.0 | Bluetooth 5.0 | Bluetooth 5.0 | Bluetooth 5.3 | Bluetooth 5.3 | Bluetooth 5.3 | Bluetooth 5.3 |
| Порты                                                                  | Порты                                                                  | 3 порта Thunderbolt 4 (USB-C 4), поддерживающие протоколы зарядки и DisplayPort Порт HDMI 2.0 Слот для карт памяти SDXC (UHS-II) (поддержка eGPU отсутствует) | 3 порта Thunderbolt 4 (USB-C 4), поддерживающие протоколы зарядки и DisplayPort Порт HDMI 2.0 Слот для карт памяти SDXC (UHS-II) (поддержка eGPU отсутствует) | 3 порта Thunderbolt 4 (USB-C 4), поддерживающие протоколы зарядки и DisplayPort Порт HDMI 2.0 Слот для карт памяти SDXC (UHS-II) (поддержка eGPU отсутствует) | 3 порта Thunderbolt 4 (USB-C 4), поддерживающие протоколы зарядки и DisplayPort Порт HDMI 2.0 Слот для карт памяти SDXC (UHS-II) (поддержка eGPU отсутствует) | 3 порта Thunderbolt 4 (USB-C 4), поддерживающие протоколы зарядки и DisplayPort Порт HDMI 2.1 Слот для карт памяти SDXC (UHS-II) (поддержка eGPU отсутствует) | 3 порта Thunderbolt 4 (USB-C 4), поддерживающие протоколы зарядки и DisplayPort Порт HDMI 2.1 Слот для карт памяти SDXC (UHS-II) (поддержка eGPU отсутствует) | 3 порта Thunderbolt 4 (USB-C 4), поддерживающие протоколы зарядки и DisplayPort Порт HDMI 2.1 Слот для карт памяти SDXC (UHS-II) (поддержка eGPU отсутствует) | 3 порта Thunderbolt 4 (USB-C 4), поддерживающие протоколы зарядки и DisplayPort Порт HDMI 2.1 Слот для карт памяти SDXC (UHS-II) (поддержка eGPU отсутствует) |
| Поддержка внешних мониторов                                            | Поддержка внешних мониторов                                            | До двух 6K-дисплеев при 60 Гц через порты Thunderbolt 4, или до одного 6K-дисплея при 60 Гц через порт Thunderbolt 4 и одного 4K-дисплея при 60 Гц через порт HDMI 2.0 (до 2 дисплеев) | До трёх 6K-дисплеев при 60 Гц через порты Thunderbolt 4 и одного 4K-дисплея при 60 Гц через порт HDMI 2.0 (до 4 дисплеев) | До двух 6K-дисплеев при 60 Гц через порты Thunderbolt 4, или до одного 6K-дисплея при 60 Гц через порт Thunderbolt 4 и одного 4K-дисплея при 60 Гц через порт HDMI 2.0 (до 2 дисплеев) | До трёх 6K-дисплеев при 60 Гц через порты Thunderbolt 4 и одного 4K-дисплея при 60 Гц через порт HDMI 2.0 (до 4 дисплеев) | До двух 6K-дисплеев при 60 Гц через порты Thunderbolt 4, или до одного 6K-дисплея при 60 Гц через порт Thunderbolt 4 и одного 4K-дисплея при 144 Гц через порт HDMI 2.1 (до двух дислпеев); До одного 8K-дисплея при 60 Гц и одного 4K-дисплея при 240 Гц через порт HDMI 2.1                                                | До трёх 6K-дислпеев при 60 Гц через порты Thunderbolt 4 и одного 4K-дислпея при 144 Гц через порты HDMI 2.1 (до четырёх дисплеев); До двух 6K-дисплеев при 60 Гц через порты Thunderbolt 4 и одного 8K-дислпея при 60 Гц, или одного 4K-дисллея при 240 Гц через порт HDMI 2.1 (до трёх дисплеев)                            | До двух 6K-дисплеев при 60 Гц через порты Thunderbolt 4, или до одного 6K-дисплея при 60 Гц через порт Thunderbolt 4 и одного 4K-дисплея при 144 Гц через порт HDMI 2.1 (до двух дислпеев); До одного 8K-дисплея при 60 Гц и одного 4K-дисплея при 240 Гц через порт HDMI 2.1                                                | До трёх 6K-дислпеев при 60 Гц через порты Thunderbolt 4 и одного 4K-дислпея при 144 Гц через порты HDMI 2.1 (до четырёх дисплеев); До двух 6K-дисплеев при 60 Гц через порты Thunderbolt 4 и одного 8K-дислпея при 60 Гц, или одного 4K-дисллея при 240 Гц через порт HDMI 2.1 (до трёх дисплеев)                            |
| Аккумулятор                                                            | Аккумулятор                                                            | Несъёмный литий-полимерный, 11.47 В, 69,6 Вт-ч (6068 мАч), до 1000 циклов перезарядки | Несъёмный литий-полимерный, 11.47 В, 69,6 Вт-ч (6068 мАч), до 1000 циклов перезарядки | Несъёмный литий-полимерный, 11.45 В, 99,6 Вт-ч (8693 мАч), до 1000 циклов перезарядки | Несъёмный литий-полимерный, 11.45 В, 99,6 Вт-ч (8693 мАч), до 1000 циклов перезарядки | Несъёмный литий-полимерный, 11.47 В, 69,6 Вт-ч (6068 мАч), до 1000 циклов перезарядки | Несъёмный литий-полимерный, 11.47 В, 69,6 Вт-ч (6068 мАч), до 1000 циклов перезарядки | Несъёмный литий-полимерный, 11.45 В, 99,6 Вт-ч (8693 мАч), до 1000 циклов перезарядки | Несъёмный литий-полимерный, 11.45 В, 99,6 Вт-ч (8693 мАч), до 1000 циклов перезарядки |
| Адаптер питания, входящий в комплект                                   | Адаптер питания, входящий в комплект                                   | Адаптер питания USB-C мощностью 67 Вт (в версиях с 8-ядерным CPU) Опционально: адаптер питания USB-C мощностью 96 Вт для версий с 8-ядерным CPU во время покупки Адаптер питания USB-C мощностью 96 Вт (в версиях с 10-ядерным CPU)                                                                                          | Адаптер питания USB-C мощностью 96 Вт | Адаптер питания USB-C мощностью 140 Вт | Адаптер питания USB-C мощностью 140 Вт | Адаптер питания USB-C мощностью 67 Вт (в версиях с 10-ядерным CPU) Опционально: адаптер питания USB-C мощностью 96 Вт для версий с 10-ядерным CPU во время покупки Адаптер питания USB-C мощностью 96 Вт (в версиях с 12-ядерным CPU)                                                                                        | Адаптер питания USB-C мощностью 96 Вт | Адаптер питания USB-C мощностью 140 Вт | Адаптер питания USB-C мощностью 140 Вт |
| Размеры                                                                | Размеры                                                                | 22,12 см Г х 31,27 см Ш х 1,55 см В | 22,12 см Г х 31,27 см Ш х 1,55 см В | 24,82 см Г х 35,59 см Ш х 1,68 см В | 24,82 см Г х 35,59 см Ш х 1,68 см В | 22,12 см Г х 31,26 см Ш х 1,55 см В | 22,12 см Г х 31,26 см Ш х 1,55 см В | 24,81 см Г х 35,57 см Ш х 1,68 см В | 24,81 см Г х 35,57 см Ш х 1,68 см В |
| Вес                                                                    | Вес                                                                    | 1,59 кг | 1,59 кг | 2,13 кг | 2,18 кг | 1,6 кг | 1,63 кг | 2,15 кг | 2,16 кг |
| Операционная система                                                   | Изначальная                                                            | macOS 12 Monterey | macOS 12 Monterey | macOS 12 Monterey | macOS 12 Monterey | macOS 13 Ventura | macOS 13 Ventura | macOS 13 Ventura | macOS 13 Ventura |
| Операционная система                                                   | Последняя                                                              | macOS 15 Sequoia | macOS 15 Sequoia | macOS 15 Sequoia | macOS 15 Sequoia | macOS 15 Sequoia | macOS 15 Sequoia | macOS 15 Sequoia | macOS 15 Sequoia |

## Оценки
MacBook Pro вошёл в список самых значимых изобретений 2009 года по версии журнала Popular Science.
В октябре 2009 года модель начального уровня MacBook Pro стоимостью 1199 долларов была признана в США самым продаваемым ноутбуком.